# Australia Zachodnia
Australia Zachodnia (ang. Western Australia) – największy stan Australii, jego powierzchnia pokrywa prawie jedną trzecią powierzchni kontynentu australijskiego. Graniczy z Australią Południową i Terytorium Północnym.

## Geografia

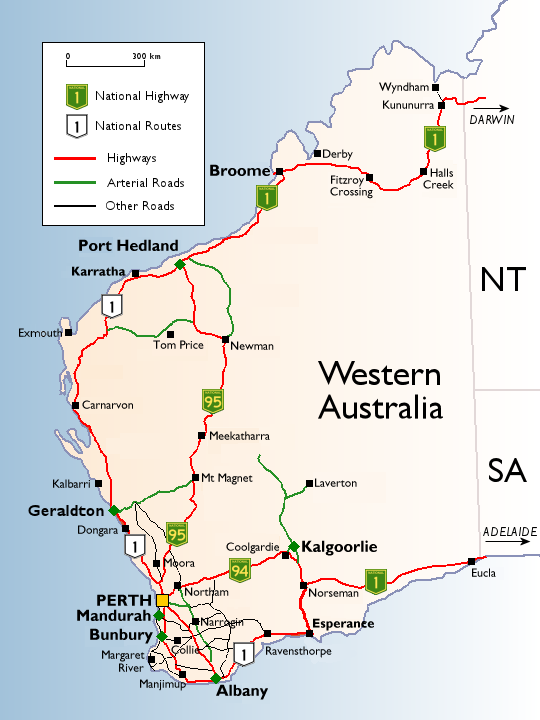
Australia Zachodnia – sieć drogowa i największe miejscowości

### Położenie
Stan Australia Zachodnia zajmuje zachodnią część kontynentu australijskiego. Jego wschodnią granicę wyznaczono na 129° długości geograficznej wschodniej, gdzie graniczy z Australią Południową oraz Terytorium Północnym. Od zachodu i północy terytorium stanu jest ograniczone przez wody Oceanu Indyjskiego. Południe stanu, według Międzynarodowej Organizacji Hydrograficznej również graniczy z tym oceanem, natomiast w samej Australii akwen ten określany jest jako Ocean Południowy.
Całkowita powierzchnia Australii Zachodniej wynosi 2 529 875 km², z czego 3.089 km² zajmują przybrzeżne wyspy. Rozciągłość stanu na osi północ-południe wynosi około 2.400 km. Stan posiada najdłuższą linię brzegową wśród wszystkich stanów Australii – 20 781 km. Wschodnia granica stanu ma długość 1.862 km.

### Ukształtowanie powierzchni
Australia Zachodnia składa się w większości z dwóch archaicznych kratonów: Yilgarn oraz Pilbara. W tym okresie stanowiły one część składową superkontynentu Ur. Istniał on 3 – 3,2 mld lat temu i stanowił jeden z najstarszych superkontynentów na Ziemi.
Jedynymi ruchami górotwórczymi jakie miały miejsce na terenie stanu było wypiętrzenie się Gór Stirlinga (2 – 1,2 mld lat temu) co nastąpiło w wyniku oderwania się kontynentu od Antarktydy. Pozostała część stanu została na przestrzeni milionów lat silnie zniszczona i zerodowana. Większość terenu stanowi więc niski płaskowyż, osiągający średnią wysokość 400 m n.p.m. Wznosi się on nad nadbrzeżnymi równinami, w niektórych miejscach tworząc skarpy (np. Darling Scarp, położony na wschód od Perth). Płaskowyż ten odznacza się słabym zróżnicowaniem krajobrazu oraz brakiem spływu powierzchniowego.

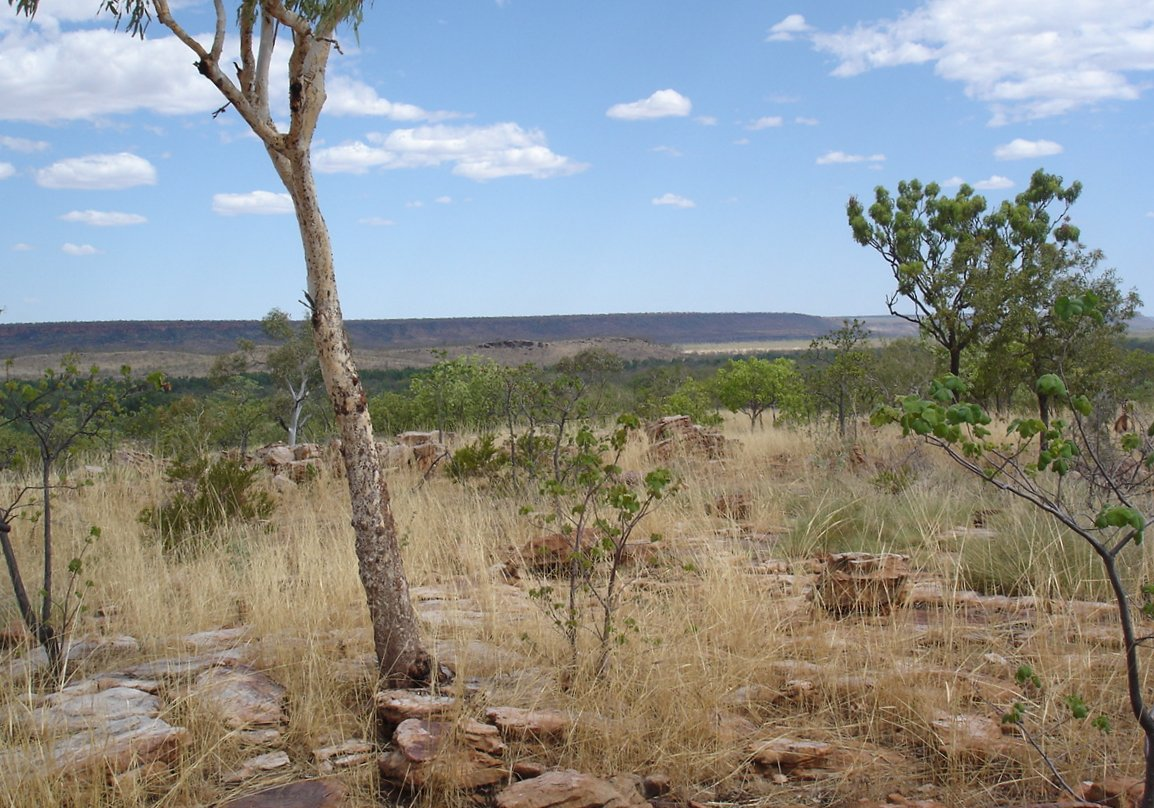
Krajobraz regionu Kimberley składa się głównie z sawann, z rzadka porośniętych drzewami

Północna, tropikalna część stanu zajęta jest przez rozległy płaskowyż, na który składają się niewysokie łańcuchy górskie, ograniczone od wschodu przez pustynie. Najdalej na północ wysuniętym regionem stanu jest wyżyna Kimberley, tworząca słabo dostępne i niebezpieczne wybrzeże, charakteryzujące się silnymi prądami morskimi oraz wysokimi falami pływowymi sięgającymi nawet 14 metrów wysokości. W głębi pagórkowatego lądu dominującym typem roślinności są skupiska traw, z rzadka porośnięte drzewami (np. baobabem australijskim). Południową część tego regionu zajmuje pasmo Wunaamin Miliwundi Ranges (maksymalnie do 937 m n.p.m.) ograniczone od południa dolinami rzek Fitzroy i Ord.
Wielka Pustynia Piaszczysta jest ograniczona od północy przez region Kimberley i składa się z linearnie ułożonych wydm, które w wyniku ciągłych ruchów nieustannie zmieniają swoje kształty. Ten pustynny region rozciąga się dalej na południe, gdzie znajdują się Pustynia Gibsona oraz największa w Australii Wielka Pustynia Wiktorii.
Północno-zachodnią część stanu zajmuje region Pilbara cechujący się surowym i suchym krajobrazem złożonym ze starych i pofałdowanych skał. Znajdują się tu jedne z najstarszych, znanych człowiekowi skamieniałości – stromatolity, których wiek ocenia się na około 3,5 mld lat. Część tego regionu stanowią Góry Hamersley pocięte licznymi i spektakularnymi wąwozami. Znajduje się tu również najwyższy punkt stanu – Mount Meharry (1.249 m n.p.m.). Na tutejsze wybrzeże składa się natomiast m.in. suchy i zbudowany z wapiennych wzniesień półwysep Cape Range oddzielony od lądu przez Zatokę Exmouth. Dalej na południe położona jest wpisana na listę światowego dziedzictwa UNESCO Zatoka Rekina.
Kraton Yilgarn zajmuje większą część południowo-zachodniego segmentu stanu i charakteryzuje się lekko pofalowanym krajobrazem, który osiąga wysokość pomiędzy 300 – 600 m n.p.m. Od wschodu jest on ograniczony przez płaską, bezwodną i bezdrzewną równinę Nullarbor stanowiącą niegdyś wapienne dno prehistorycznego morza. Linie brzegową w tym miejscu tworzą spektakularne klify Bunda osiągające wysokość nawet 120 metrów. Na zachód od kratonu leży niewysoka skarpa znana jako Darling Range, która oddziela go od równiny Rzeki Łabędziej, gdzie zlokalizowana jest stolica stanu – Perth. Południowy kraniec stanu jest zajęty przez Góry Stirlinga opadające stromo ku oceanowi. Tutejsze urwiste, granitowe wybrzeża cechują się dużą liczbą małych i piaszczystych zatok. Nieopodal ciągnie się łańcuch niewielkich granitowych wysp i wysepek.
Wybrzeża Australii Zachodniej urozmaicone są przez następujące archipelagi wysp: Recherche, Bonaparte, Buccaneer, Houtman Abrolhos, Montebello oraz pojedyncze wyspy, takie jak Rottnest czy Dirk Hartog.

### Wody śródlądowe

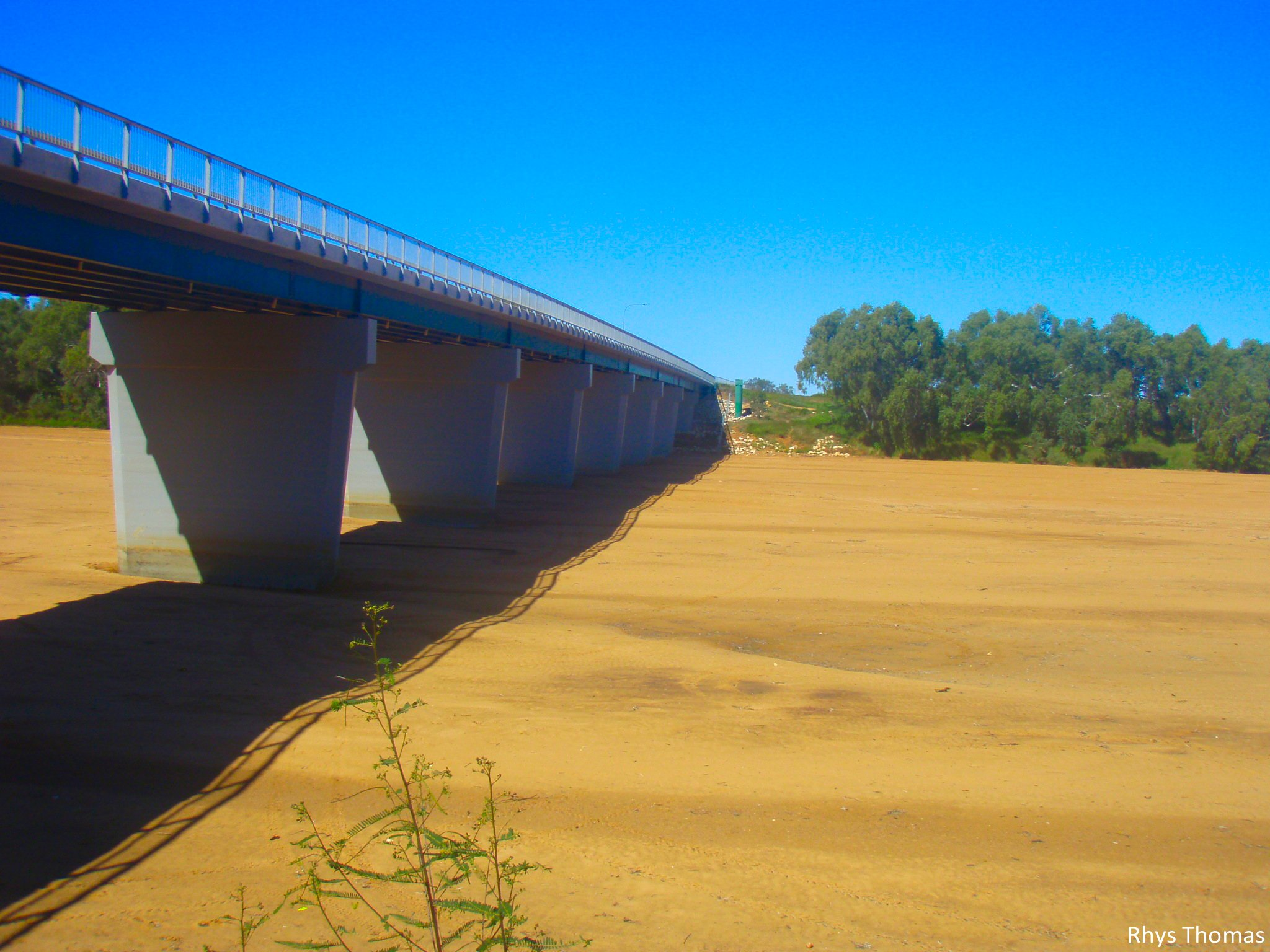
Rzeka Gascoyne, w okolicy miejscowości Carnarvon. Przez większą część roku jej koryto pozostaje całkowicie suche, a woda płynie pod powierzchnią piasków, wykorzystując warstwę wodonośną.

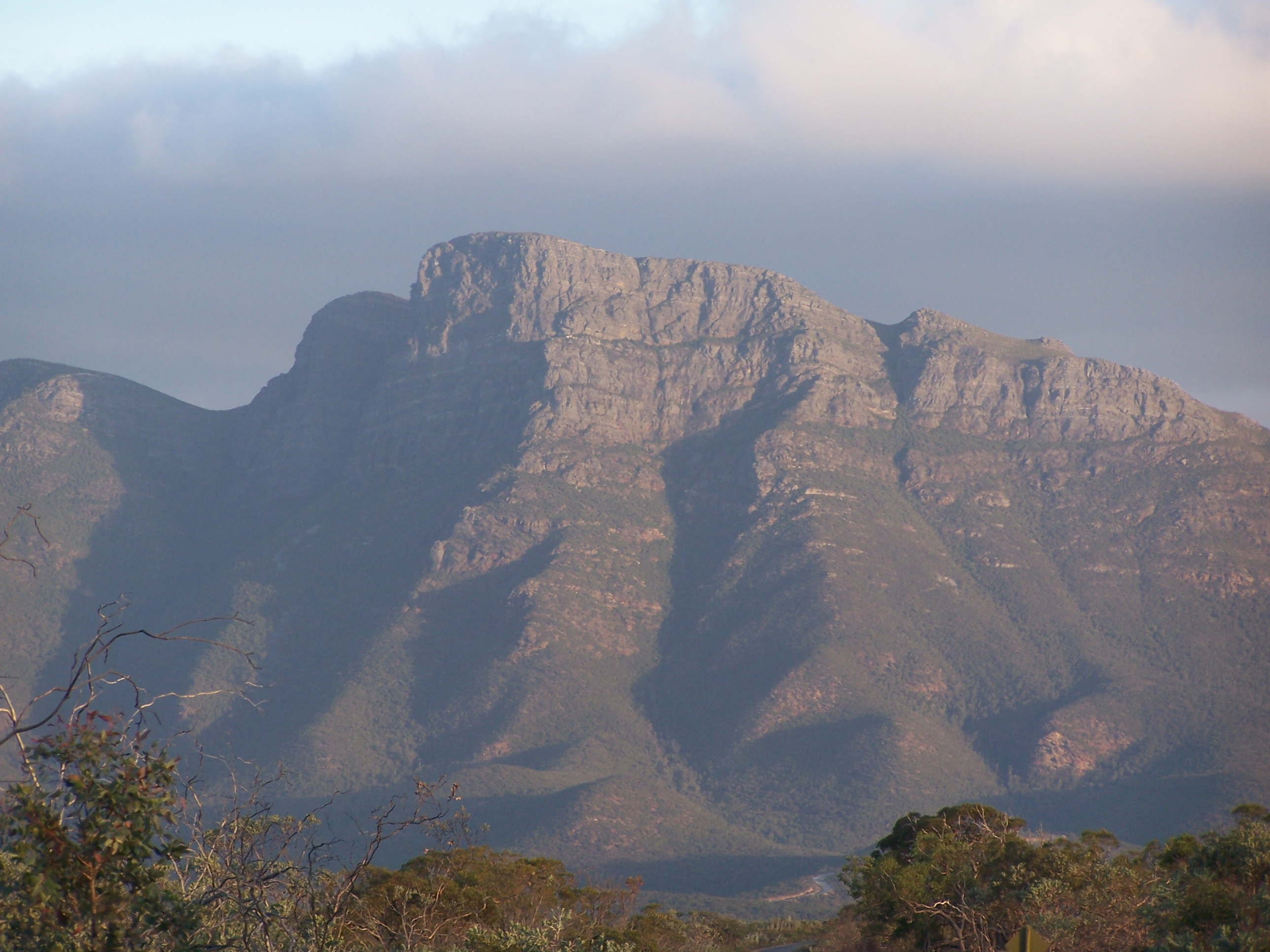
Bluff Knoll – najwyższy szczyt gór Stirlinga, osiąga wysokość 1.095 m n.p.m.

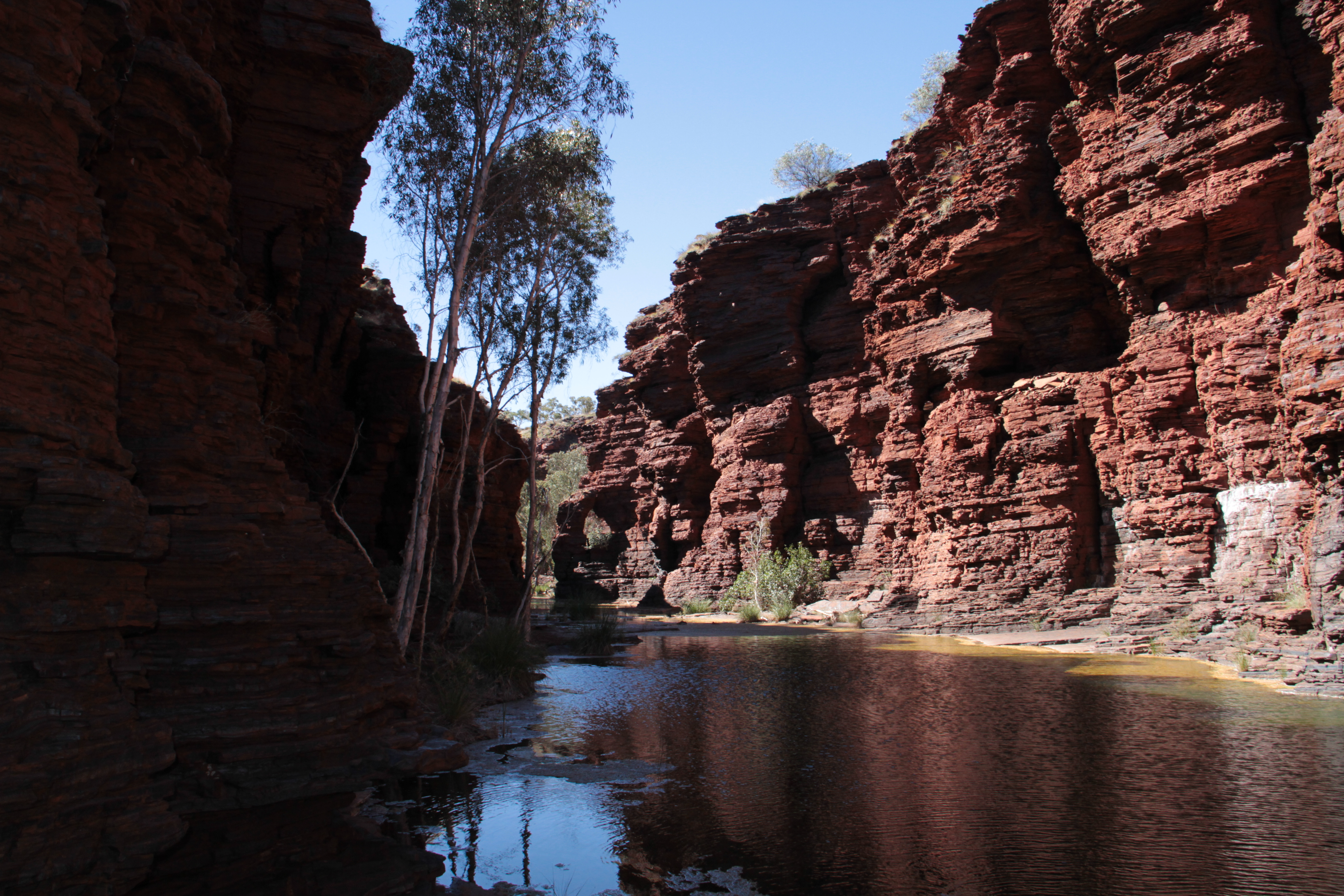
Wąwóz Kalmina, Park Narodowy Karijini. Spektakularne czerwone klify są typowe dla gór Hamersley.

Rzeka Fitzroy, osiągająca długość 624 kilometrów wraz z rzeką Ord (588 km długości) odwadniają najdalej na północ wysunięty region stanu – Kimberley. W 1971 roku otwarto na rzece Ord tamę, która utworzyła zbiornik Argyle – największe sztuczne jezioro stanu i drugie w całej Australii pod względem pojemności. Mniejsze rzeki w tym regionie to Drysdale, Durack, Prince Regent i Isdell.
Region Pilbara odwadniany jest przez następujące rzeki: Ashburton, Fortescue, De Grey, Yule oraz inne, mniejsze. Wypływają one z Gór Hamersley i napełniają się wodą jedynie w okresie cyklonów tropikalnych. We wnętrzu lądu stosunki wodne są typowe dla Outbacku – nieliczne i okresowe cieki wodne uchodzą do słonych jezior (największe z nich to Carnegie, Mackay i Disappointment) licznie rozsianych po całym pustynnym obszarze. Na południe od Pilbary suchy i niegościnny region jest odwadniany przez najdłuższą rzekę Australii Zachodniej – Gascoyne. Osiąga ona długość 865 km. Pozostałe rzeki w tym regionie to Murchison, Wooramel oraz Sanford.
W południowo-zachodniej części stanu płyną jedyne, całoroczne rzeki. Największe z nich to Rzeka Łabędzia, Blackwood oraz Frankland. Wszystkie one mają swoje źródła w intensywnie użytkowanym rolniczo regionie Wheatbelt, przez co w coraz większym stopniu ulegają silnemu zasoleniu.

### Gleby
Płaskowyż Kimberley składa się głównie z czerwonoziemów oraz żółtoziemów, w tym głębokich piasków i iłów. Na niektórych obszarach znaleźć można również glinę czy gleby skaliste. Laterytowe piaski i iły to dominujące typy gleby w regionie Pilbara, jak również na pustyniach na wschodzie stanu – tam jednak przeważają ich piaszczyste odmiany. W południowej części Australii Zachodniej natomiast, głównie na nizinie Nullarbor dominują gleby wapienne i skaliste.
Najżyźniejsze obszary Australii Zachodniej leżą w jej południowo-zachodniej części. Tutejsze gleby są silnie zwietrzałe, zawierają w sobie dużo kaolinu, piasku i żwiru. Bardziej w głąb lądu spotkać można gleby skaliste i ilaste. Dużym problemem w tej części stanu jest jednak znacznie wyjałowienie gleb. Pierwotna roślinność tego obszaru została niemal całkowicie zastąpiona przez grunty rolne, przez co praktycznie wszystkie rzeki i strumienie stały się zbyt zasolone dla konsumpcji przez ludzi. Dodatkowo, lokalni rolnicy używają dużych ilości różnych rodzajów soli (głównie chlorku sodu), które dodatkowo wyniszczają miejscowe gleby i wody.

### Klimat

Strefy klimatyczne Australii Zachodniej według klasyfikacji klimatów Köppena

Klimat Australii Zachodniej można podzielić na dwie wyraźne strefy: na północy dominuje klimat tropikalny, podczas gdy na południu panuje klimat śródziemnomorski. Przez praktycznie połowę roku pogoda znajduje się pod silnym wpływem antycyklonu, produkującego wiatry wiejące ze wschodu na zachód. Podczas miesięcy zimowych antycyklon przenosi się bardziej na północ, powodując słoneczną pogodę i wiatry wschodnie w tej części stanu. Południowa część stanu przez cały rok znajduje się natomiast pod wpływem silnych wiatrów zachodnich (tak zwane ryczące czterdziestki), które przynoszą chłodną, pochmurną i deszczową aurę oraz są przyczyną sztormów u wybrzeży.
Region Kimberley doświadcza wpływu monsunów, powstających w wyniku przesunięcia się antycyklonu na południe w miesiącach letnich. Średnia roczna temperatura na tym obszarze wynosi 27 °C, chociaż w listopadzie często osiągają 37 °C na wybrzeżach i ponad 40 °C w głębi lądu. Pora deszczowa trwa tu od listopada do kwietnia, kiedy cyklony tropikalne przynoszą ze sobą 90% całorocznych opadów, powodując liczne powodzie. Rocznie w południowej części regionu spada około 600 mm deszczu natomiast na północy, w pobliżu miejscowości Kalumburu wskaźnik ten wzrasta do 1.187,5 mm rocznie. W porze suchej, trwającej od maja do października południowe-wschodnie wiatry powodują słoneczne dni i chłodne noce.
Ponad ⅔ stanu zajmują tereny, gdzie dominuje klimat suchy, typowy dla pustyń i półpustyń. Na większej części tego obszaru nie spada więcej niż 300 mm opadów w ciągu roku, w części północnej wskaźnik ten wzrasta do 400 mm, natomiast na nizinie Nullarbor wynosi niecałe 200 mm. Region charakteryzuje się wysokimi temperaturami – od 24 °C na południu do ponad 30 °C w północnej części w styczniu oraz odpowiednio od 9 °C do ponad 18 °C w lipcu. Marble Bar, miejscowość położona w Pilbarze, znana jest jako najgorętsze miejsce w stanie – zdobyła rekord świata, gdyż pomiędzy 31 października 1923 roku a 7 kwietnia 1924 (czyli przez 160 dni) temperatura w tym miejscu nie spadła poniżej 37,8 °C. W Mardie natomiast odnotowano rekordowo wysoką temperaturę 50,5 °C 19 lutego 1998 roku – jest to stanowy rekord. W rezerwacie Nuytsland, położonym na nizinie Nullarbor 17 sierpnia 2008 roku zanotowano –7,2 °C, co stanowi najniższy wskaźnik temperatury w Australii Zachodniej.
Południowo-zachodnia część Australii Zachodniej znajduje się strefie klimatu śródziemnomorskiego. W Perth średnia temperatura w styczniu wynosi 24,7 °C, natomiast w lipcu 13 °C. Średnia suma opadów rocznych to 727,5 mm. Miejscowość Pemberton znana jest z najwyższej sumy opadów w stanie – 1.188,7 mm deszczu spada tu w ciągu roku. Wpływ na pogodę na tym obszarze mają również bryzy morskie, znane w Perth jako Fremantle Doctor. Wieje ona w miesiącach letnich, w godzinach popołudniowych i przynosi obniżenie temperatury powietrza. Kolejnym czynnikiem wpływającym na pogodę w regionie południowo-zachodnim jest ciepły prąd morski Leeuwin. Jego obecność pozwala na istnienie wzdłuż zachodnich wybrzeży stanu rafy Ningaloo, będącej jedną z najbardziej na południe wysuniętych raf koralowych na świecie.

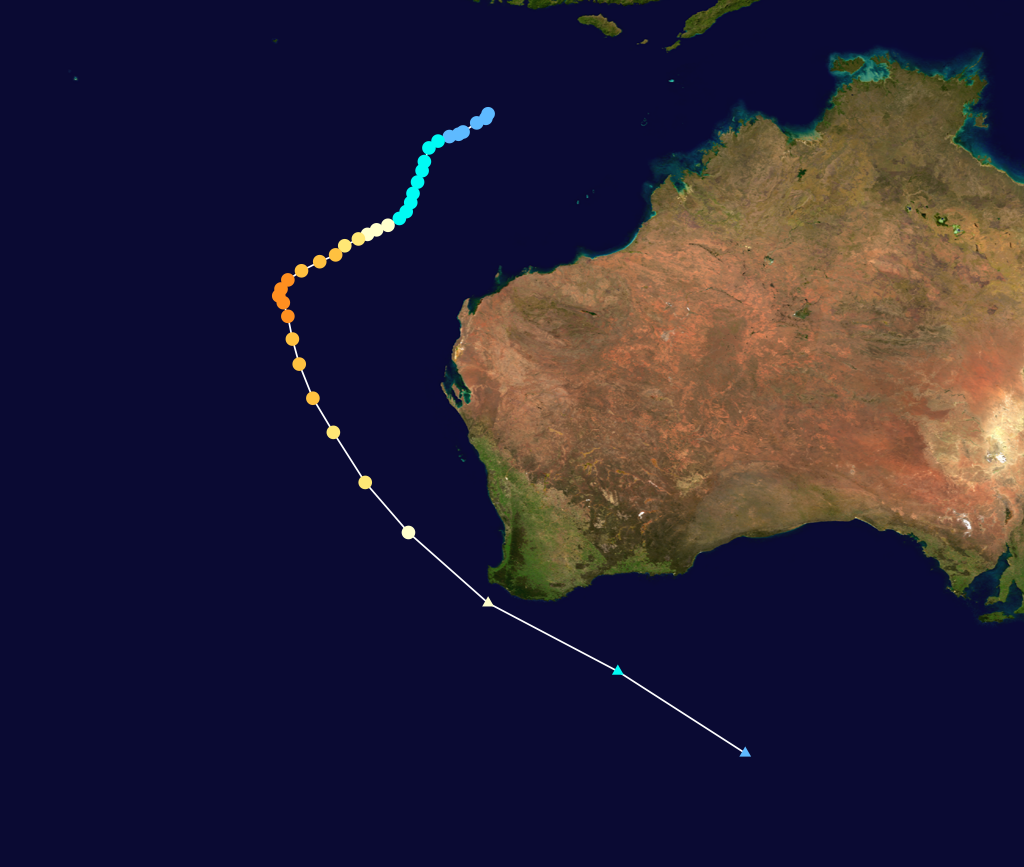
Większość cyklonów tropikalnych uderza w północną część stanu, jednak cyklon Alby rozwinął się wzdłuż zachodnich wybrzeży powodując liczne zniszczenia w Perth i okolicach.

Cyklony tropikalne powstają w porze deszczowej (grudzień-marzec) na północy stanu. Większość z nich uderza w głąb lądu pomiędzy miejscowościami Broome i Onslow, lecz niektóre z nich docierają nawet na południe od Perth zanim skręcą w stronę lądu. W rejonie Kimberley i Pilbary stanowią podstawowe źródło opadów. Od 1910 roku stan nawiedziło piętnaście cyklonów, których stała prędkość wiatru wynosiła ponad 198 km/h, w porywach natomiast ponad 280 km/h (najwyższa, piąta kategoria w australijskiej kategoryzacji cyklonów tropikalnych). Uznawany za najbardziej niszczycielski był cyklon Alby z 1978 roku, powodujący straty w wysokości 50 milionów AUD (wg inflacji w tym roku), głównie w rejonie Perth, Fremantle i Busselton. Podczas cyklonu Vance w 1999 roku większa część miasteczka Exmouth została zniszczona, natomiast szkody wyceniono na 100 milionów ówczesnych dolarów australijskich.
Śnieg jest rzadkim zjawiskiem w Australii Zachodniej, najczęściej pojawia się w paśmie Stirling, w okolicach miasta Albany. Góry te położone są dostatecznie na południu oraz posiadają odpowiednią wysokość do pojawienia się tego typu opadów. Opady śniegu pojawiają się również w pobliskim Parku Narodowym Porongurup, jednak tam są one jeszcze rzadsze. Wzgórza w południowo-zachodniej części stanu są sporadycznie narażone na śnieg, co zazwyczaj wywołuje sensacje wśród lokalnych społeczności. 26 czerwca 1956 roku zanotowano opady śniegu na największym obszarze – wystąpił on na wzgórzach sąsiadujących z Perth, na północy sięgnął miejscowości Wongan Hills, a na wschodzie aż do Salmon Gums. We wszystkich tych lokalizacjach jednak opady śniegu z reguły są niskie (średnio do 5 cm) i nie zalegają dłużej niż jeden dzień.

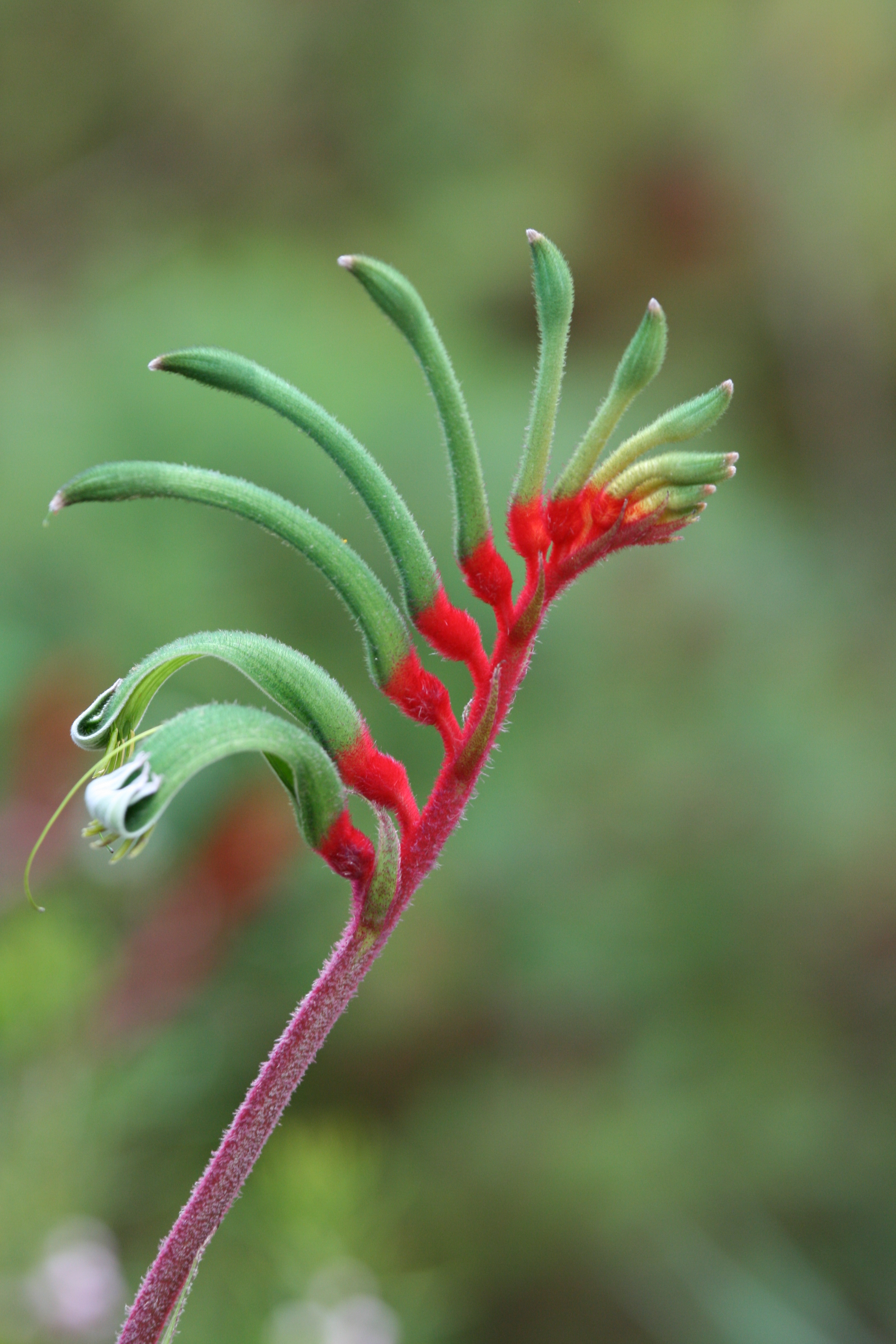
Anigozanthos manglesii jest gatunkiem endemicznym, znajdującym się na herbie Australii Zachodniej

### Flora i fauna

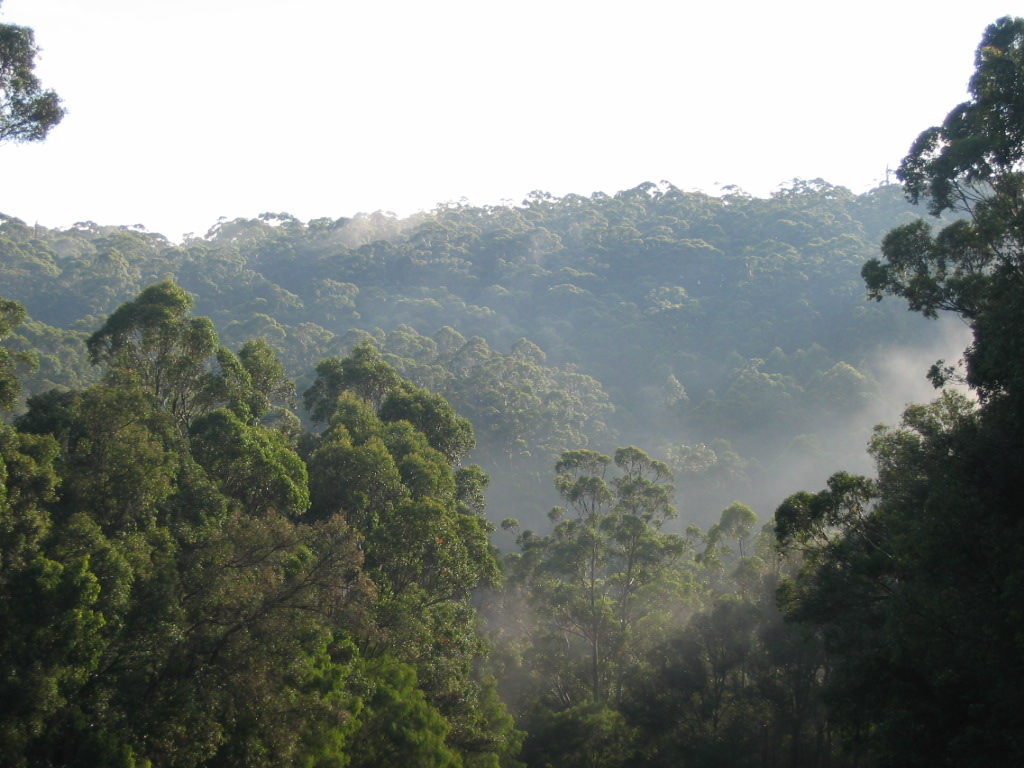
Las składający się w większości z eukaliptusa różnobarwnego z wyraźnie widoczną poranną mgłą; okolice Pemberton

Australia Zachodnia jest uważana za region o jednym z najbardziej unikatowym i zróżnicowanym środowisku roślinnym na świecie. Południowo-zachodnia część stanu znajduje się wśród najbardziej znaczących obszarów dla bioróżnorodności. Ocenia się, że na jego terenie można spotkać gatunki z ponad 210 rodzin roślin naczyniowych, takich jak np. bobowate, mirtowate, srebrnikowate, wiechlinowate czy astrowate. Wśród największych rodzin charakterystyczną cechą jest duży stopień endemizmu – zazwyczaj w granicach 50–80%.
Najdalej na północ wysunięty region stanu – Kimberley porośnięty jest przez otwartą sawannę, zdominowaną przez niskie drzewa z rodzaju Corymbia oraz baobaby australijskie i eukaliptusy w wilgotniejszych miejscach. Przy brzegach rzek zdarzają się również niewielkie obszary lasów kserofitycznych, a przy ich ujściach – zarośla mangrowe.
Dominującymi gatunkami w regionie Pilbara są akacje, występujące tu zarówno w formie drzew i krzewów, jak i trawiaste zbiorowiska Spinifex. Pustynne i półpustynne obszary wschodniej i środkowej części Australii Zachodniej zajmuje scrub, głównie typu malee oraz mulga.
Południowo-zachodnia część stanu ma całkowicie odmienny charakter – znajdują się tutaj jedyne zbiorowiska roślinne w Australii Zachodniej, które można uznać za las. Składają się one głównie z różnych odmian eukaliptusów, a ich cechą charakterystyczną jest bogate podszycie. Najpospolitszymi gatunkami są tu: jarrah (Eucalyptus marginata), marri (Corymbia calophylla) i osiągający wysokość ponad 80 m eukaliptus różnobarwny (w Australii znany jako karri; Eucalyptus diversicolor). Oprócz leśnych regionów występuje tu również formacja roślinna kwongan, na którą składają się głównie niewysokie krzewy. Często można spotkać także banksje.
Ponad 150 gatunków ssaków zamieszkuje obszar Australii Zachodniej. Najpospolitsze z nich to kangury, walabie, wombaty, pałankowate oraz jamrajowate. Odnotowano także po około trzydzieści gatunków nietoperzy i małych gryzoni. Bogactwo tutejszej awifauny jest reprezentowane przez ptactwo wodne (kaczki, sieweczki, rybitwy, czaple i inne) żyjące wśród mokradeł na południowym zachodzie, drapieżniki (np. orły) żyjące we wnętrzu lądu, kukułkowate, papugi i wiele gatunków małych ptaków, takich jak łuszczakowate, strzyżyki, miodojady oraz muchołówkowate. Do ponad sto żyjących tu gatunków zaliczają się również scynki i węże – stanowią najbardziej obficie występujące gady. Żyją tu również gekony i inne jaszczurki, a także płazy. Bogate jest także życie wzdłuż morskich wybrzeży. W tutejszych wodach żyją diugonie, delfiny i wieloryby, a na przybrzeżnych wyspach i skałach można zaobserwować populacje płetwonogich oraz pingwinów. W wodach morskich i śródlądowych rozpowszechnione są również gatunki żółwi.

Dużym problemem dla ochrony tutejszych zwierząt jest przekształcanie siedlisk w tereny rolnicze, hodowla zwierząt czy introdukowanie nowych gatunków (np. królików i kotów). Z tego powodu wielka liczba rodzimych gatunków roślin jest zagrożona, a wiele uznaje się za wymarłe. Drastycznie zmniejszyły się również populacje ssaków i innych zwierząt, głównie w regionie Wheatbelt, ale także na obszarach pastwisk i pustyń w centralnej i wschodniej części stanu. 

Zwierzęta Australii Zachodniej
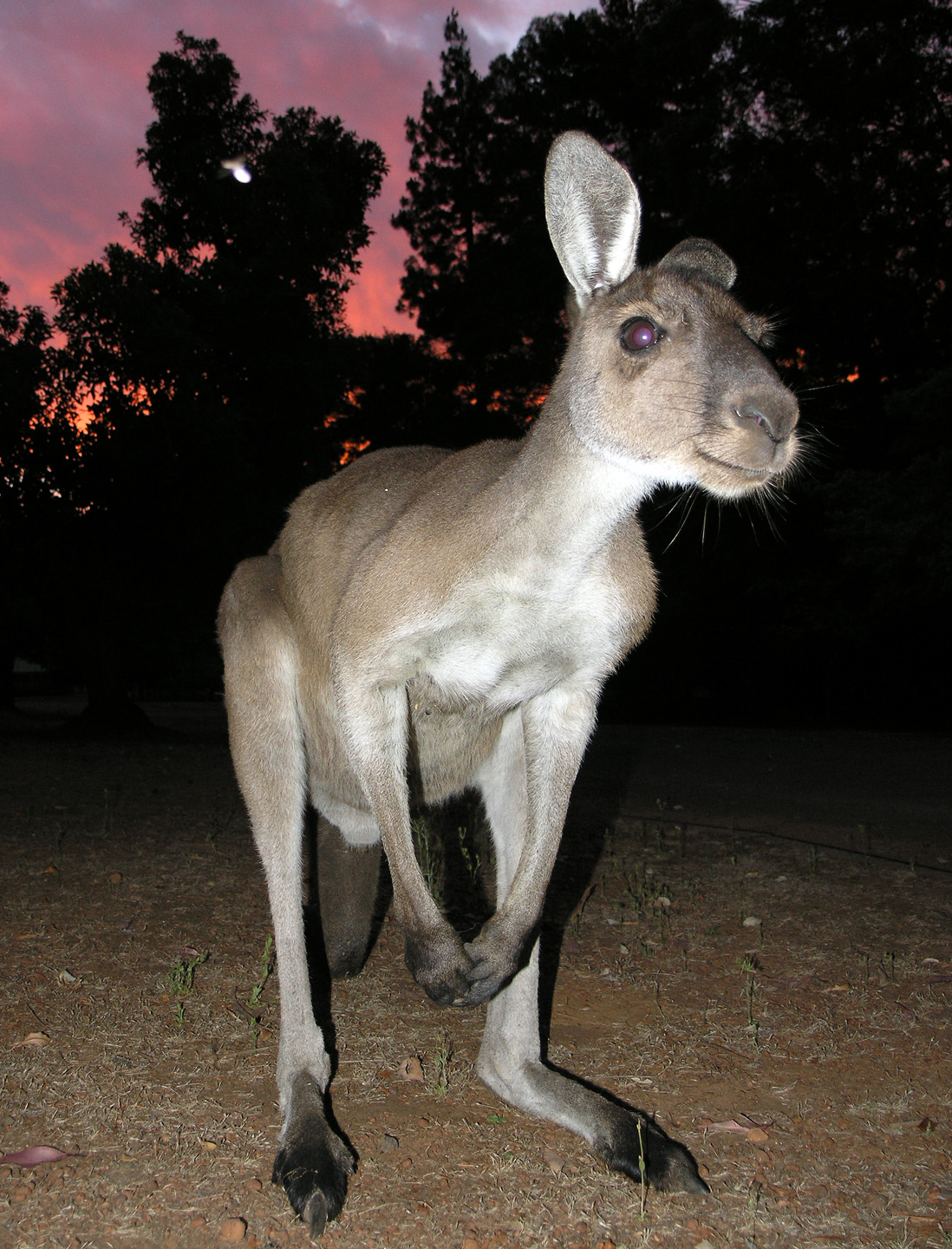
Kangur szary
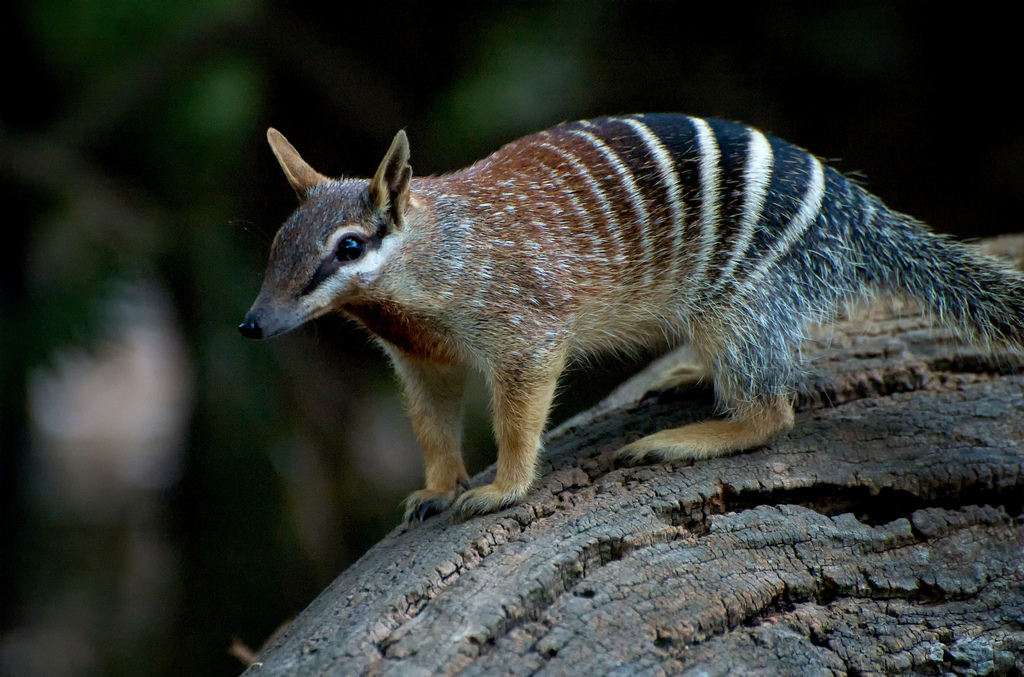
Mrówkożer workowaty
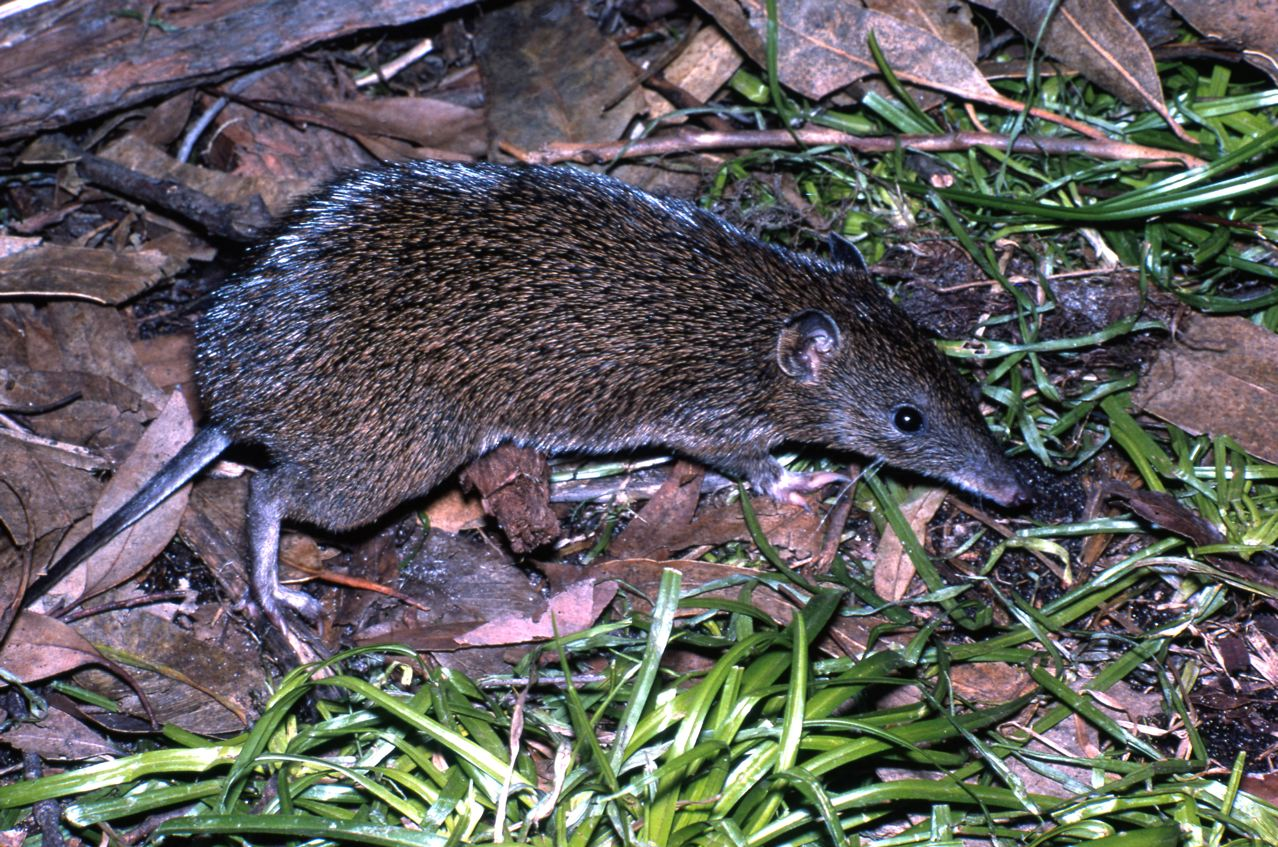
Krótkonos brązowy
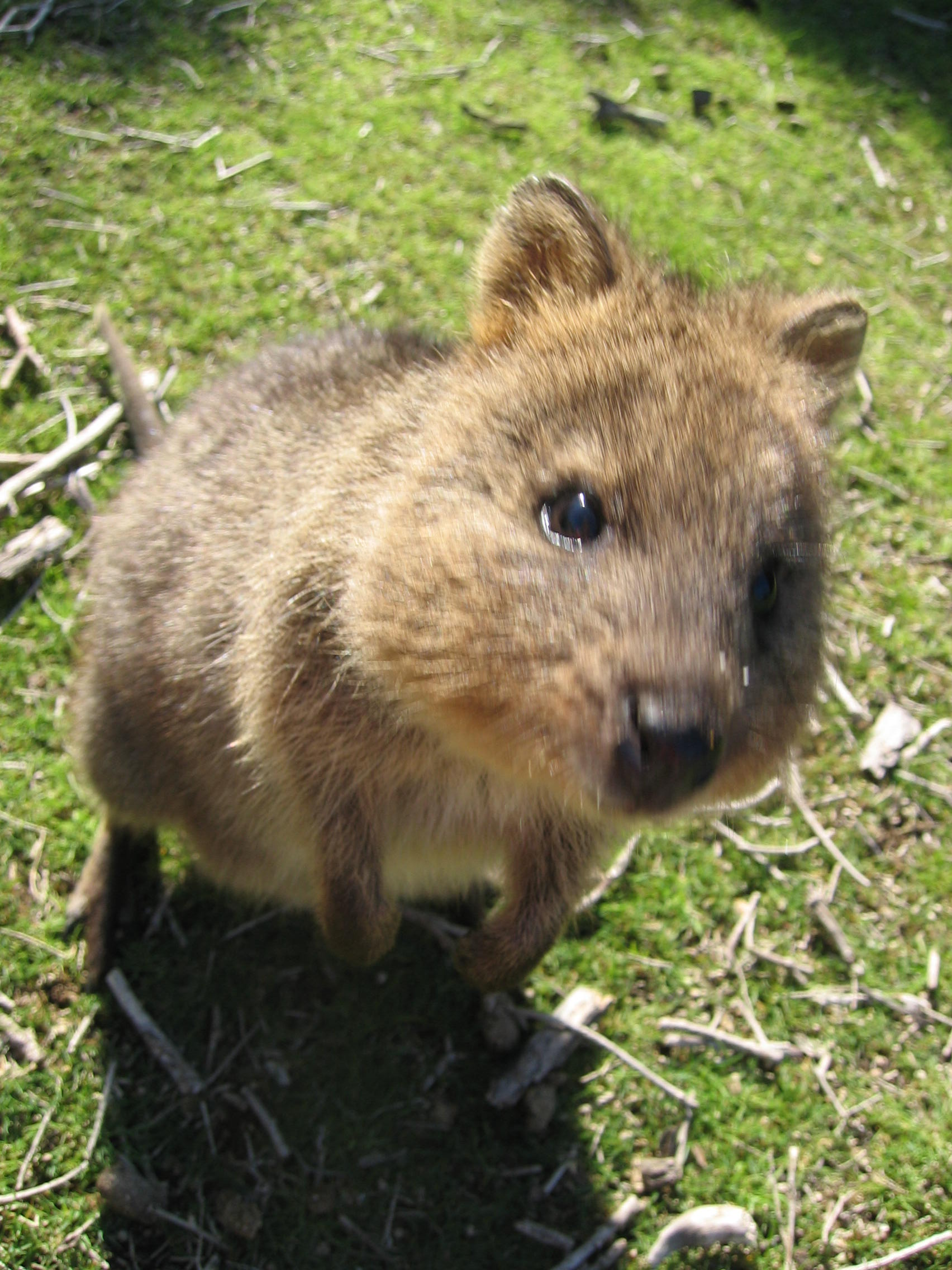
Kuoka krótkogonowa
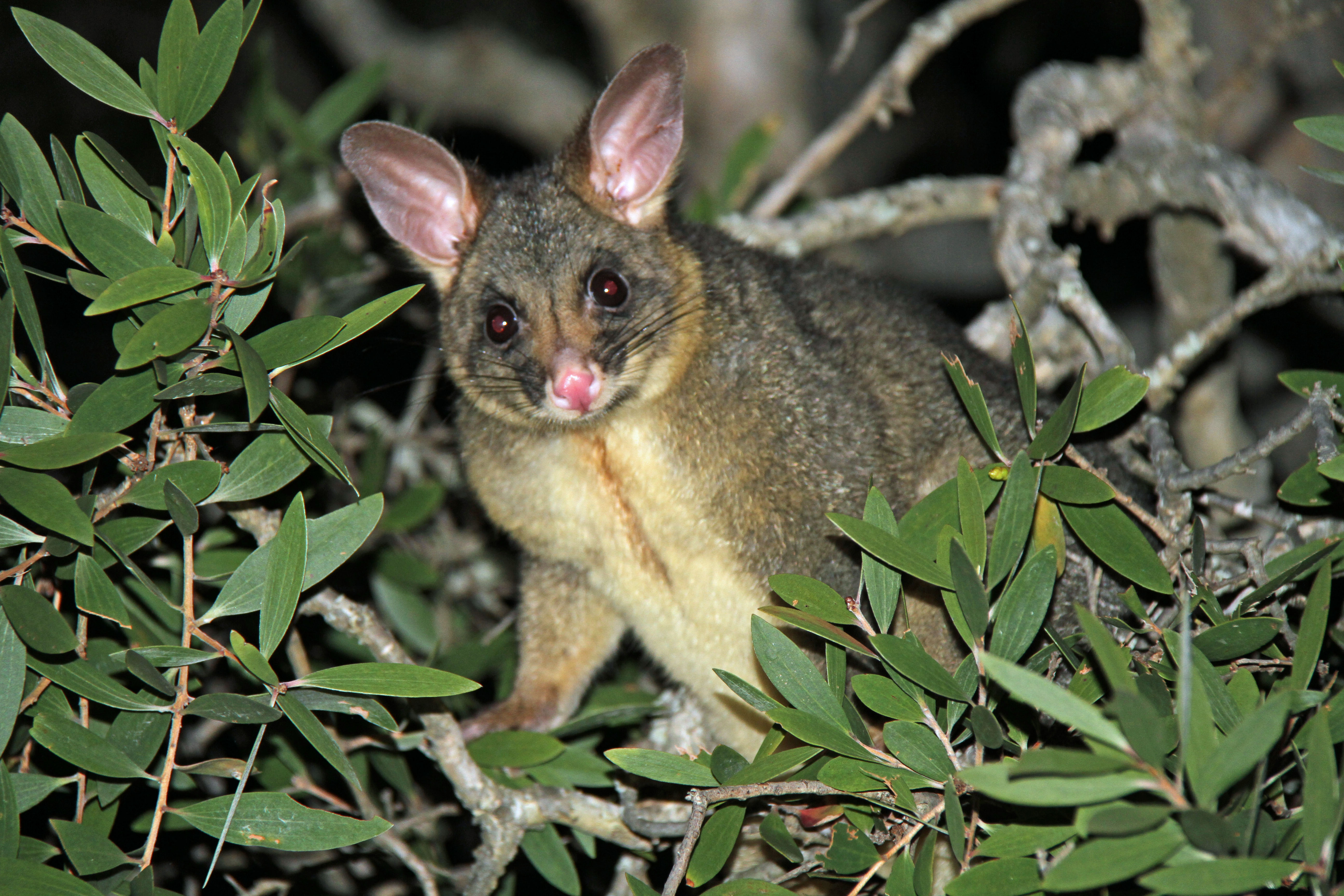
Kitanka lisia
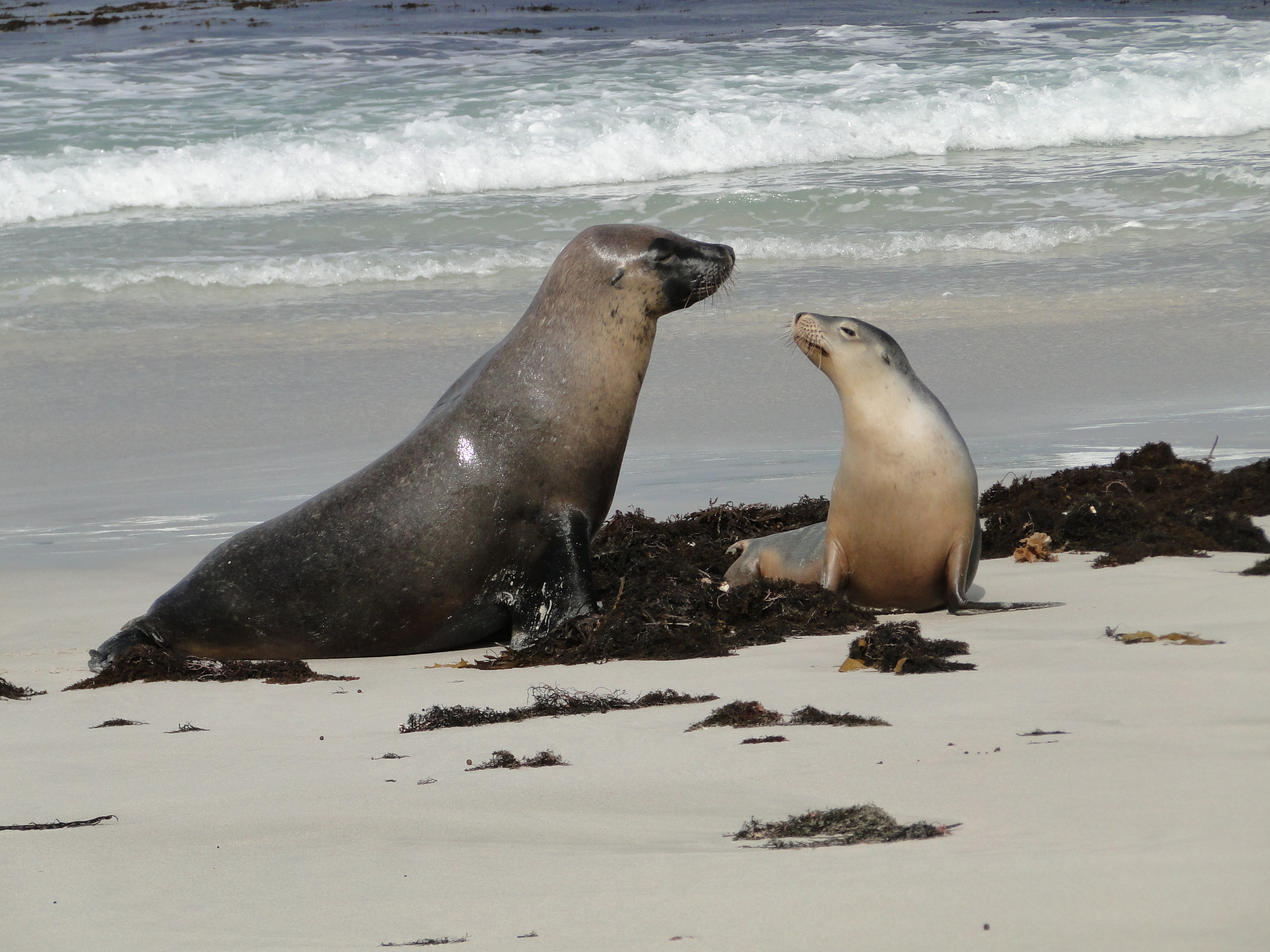
Otarki australijskie
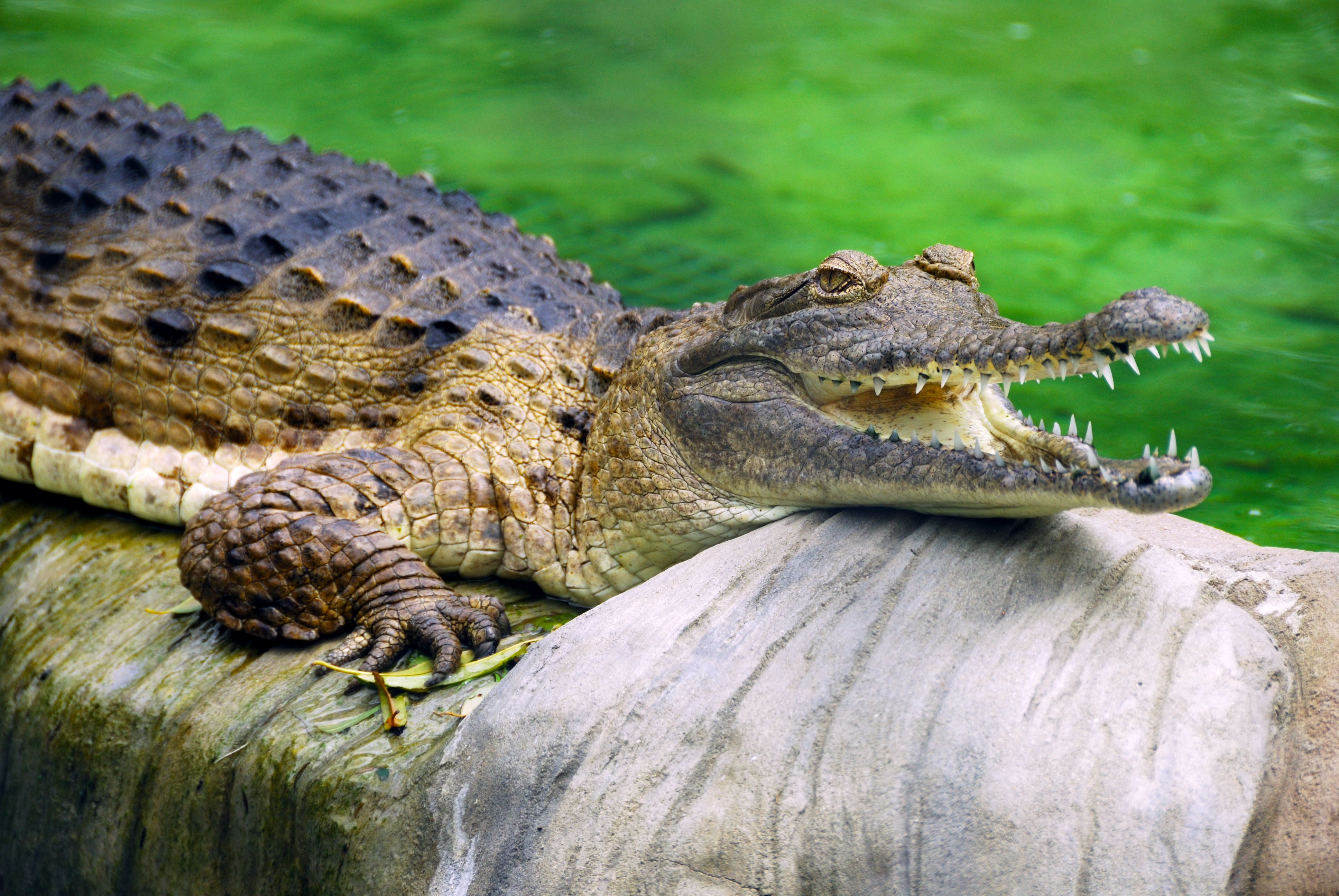
Krokodyl australijski
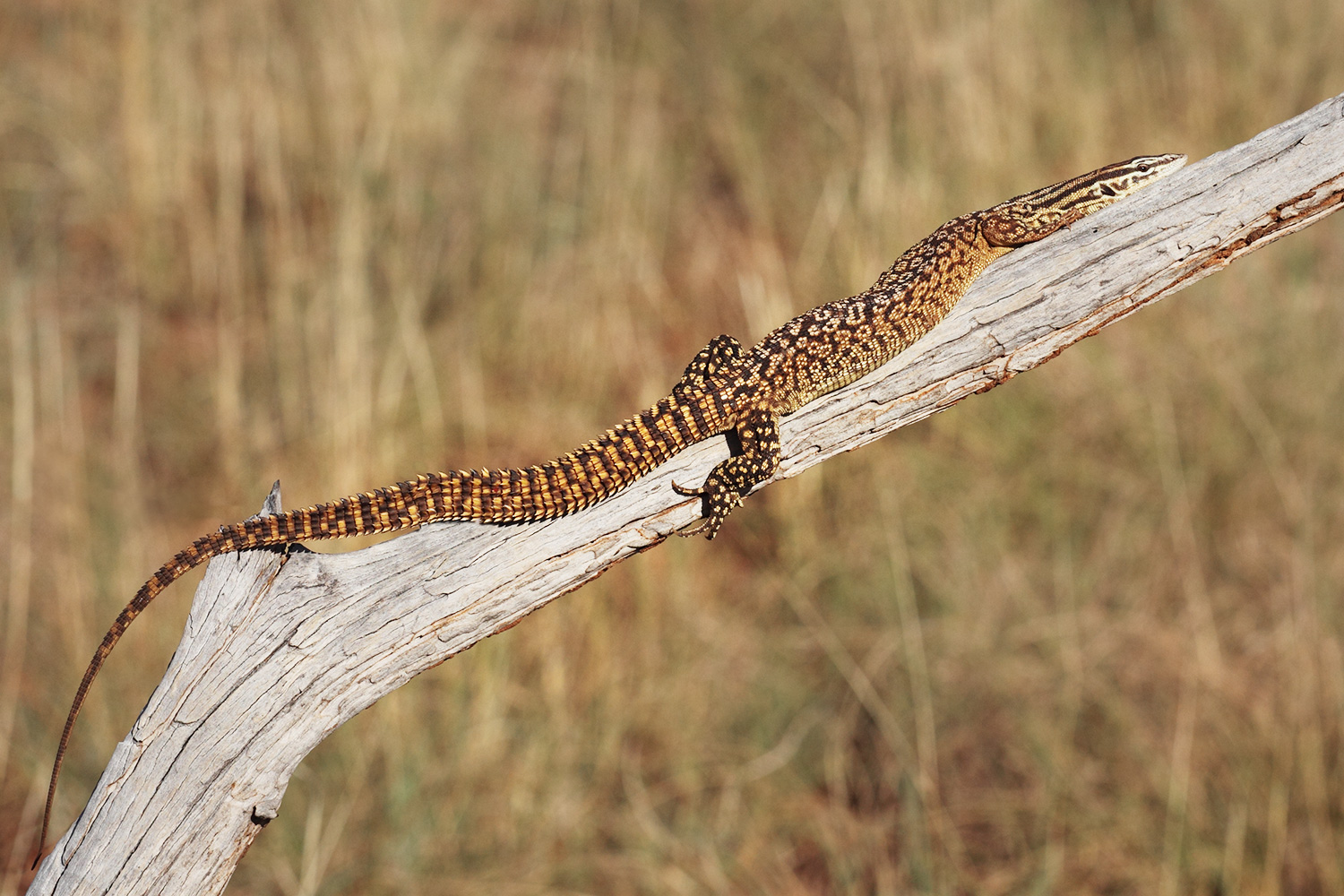
Waran kolczastoogonowy
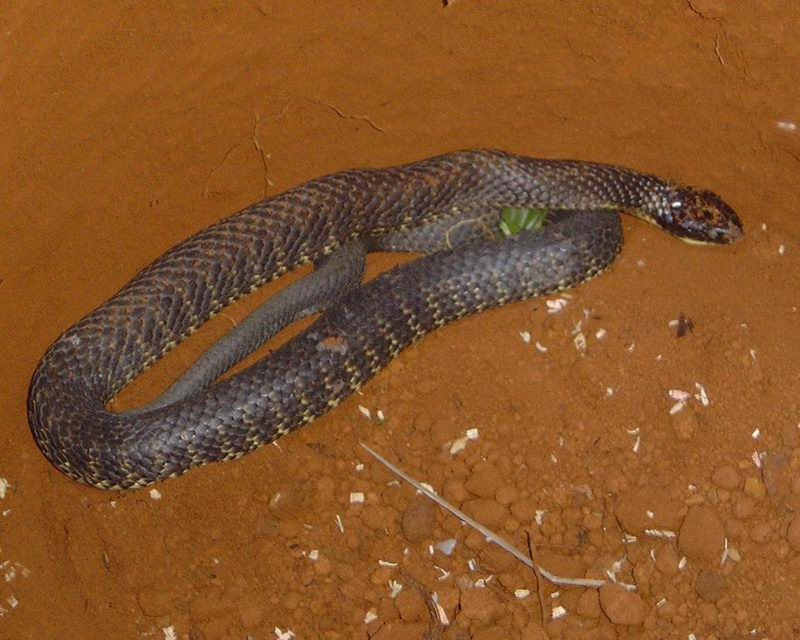
Wąż tygrysi
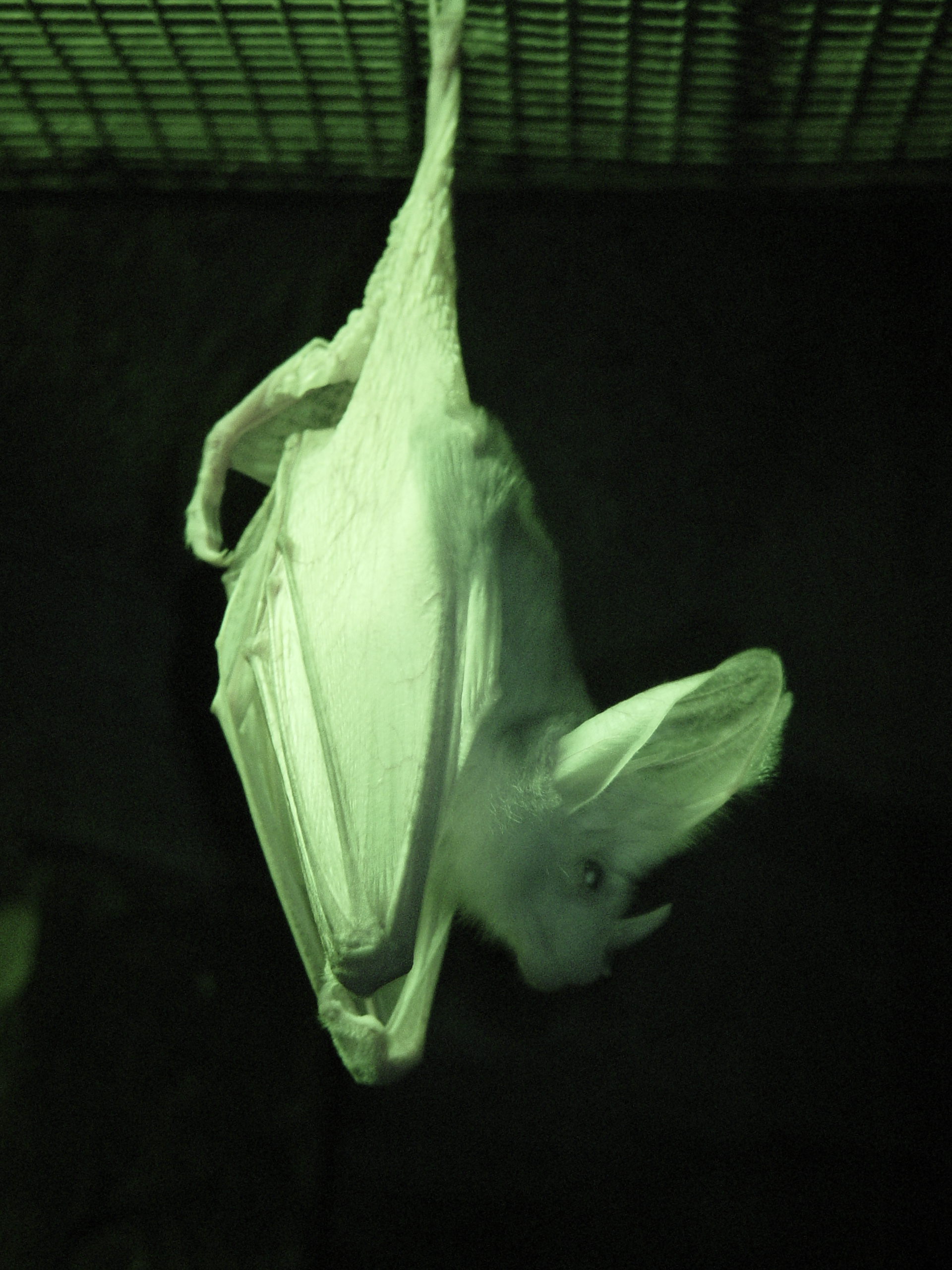
Dusznik australijski
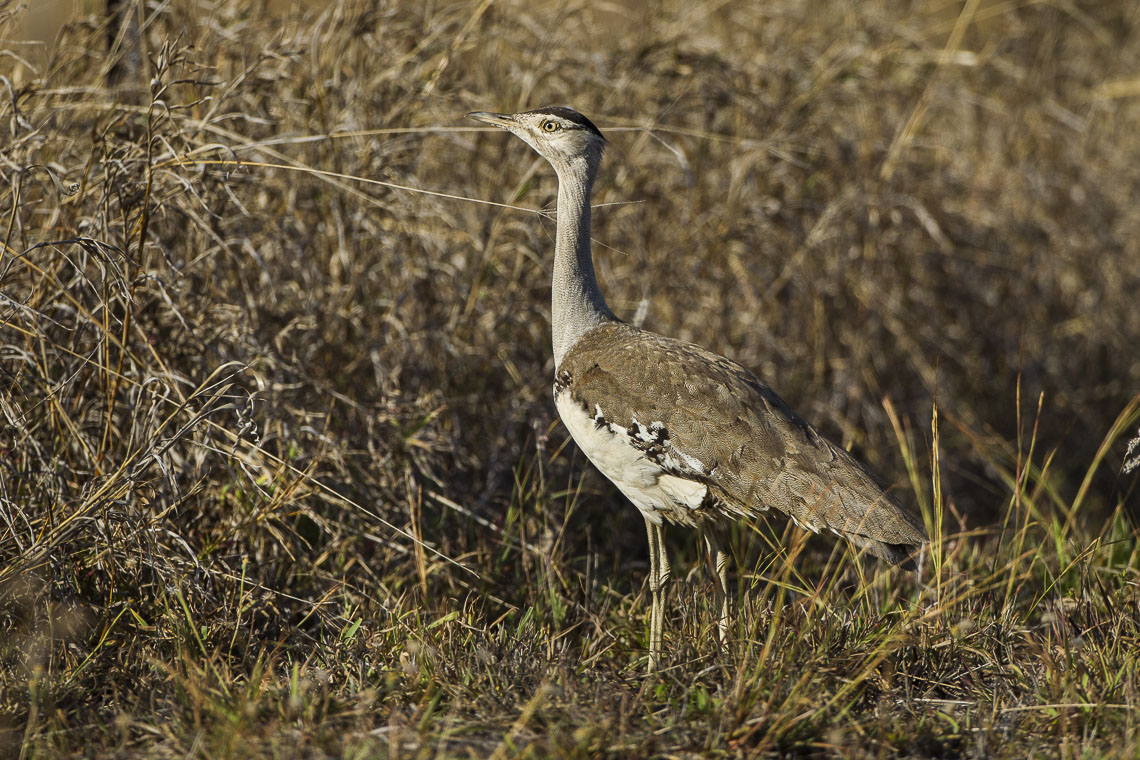
Drop australijski
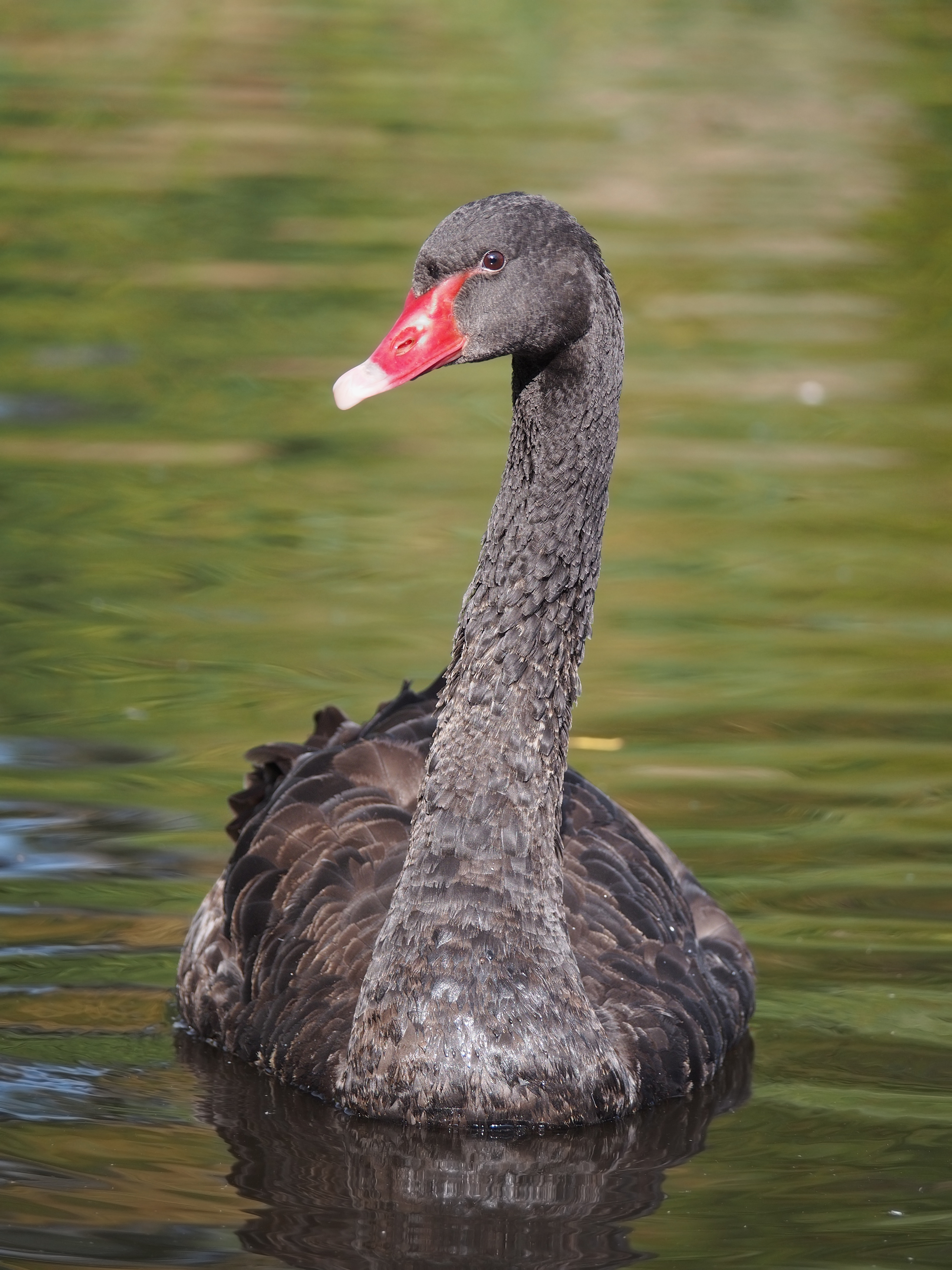
Łabędź czarny
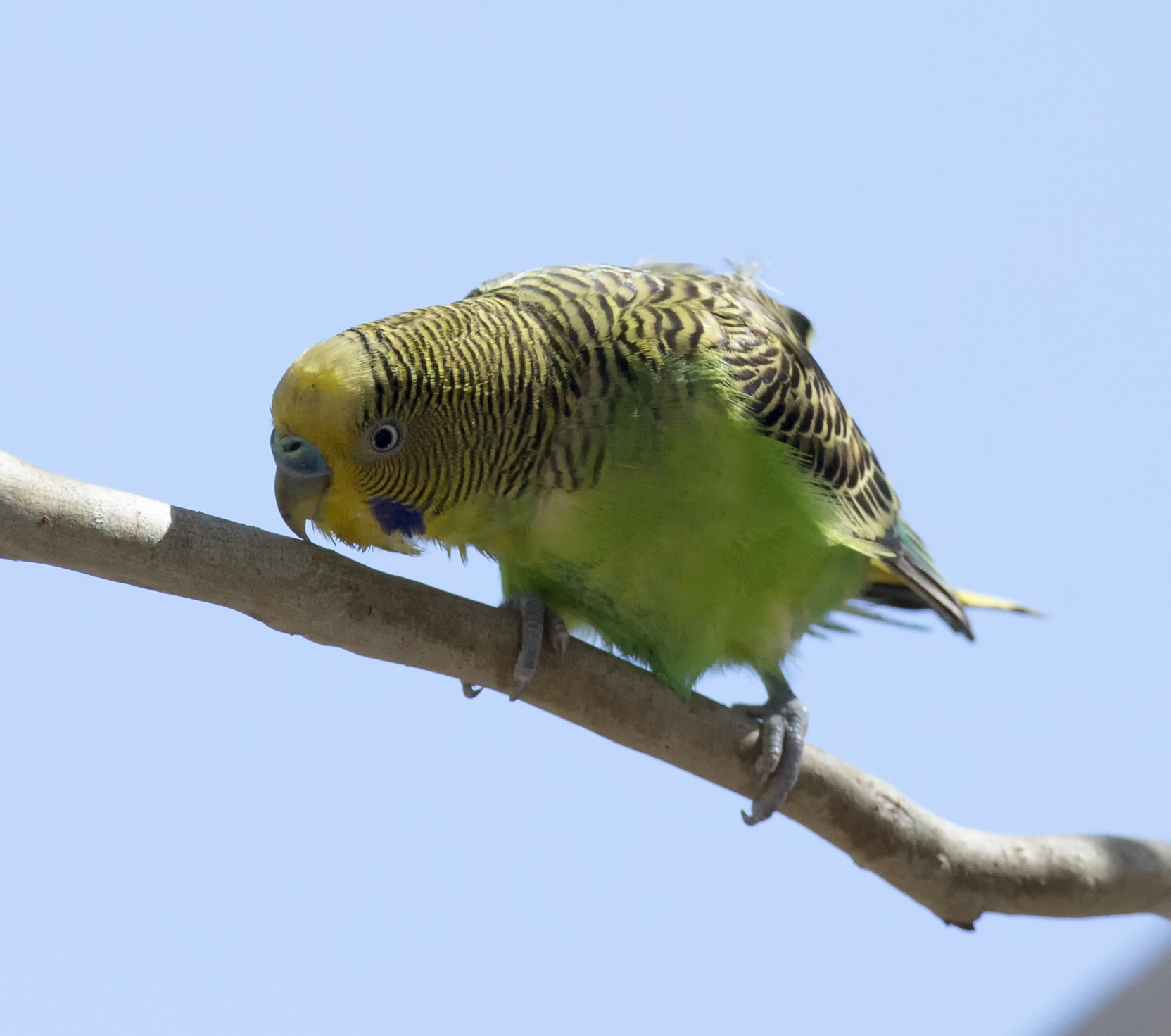
Papużka falista
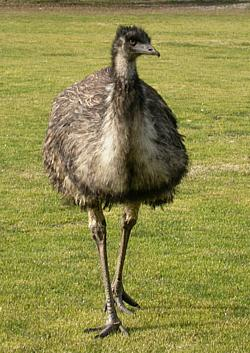
Emu zwyczajne
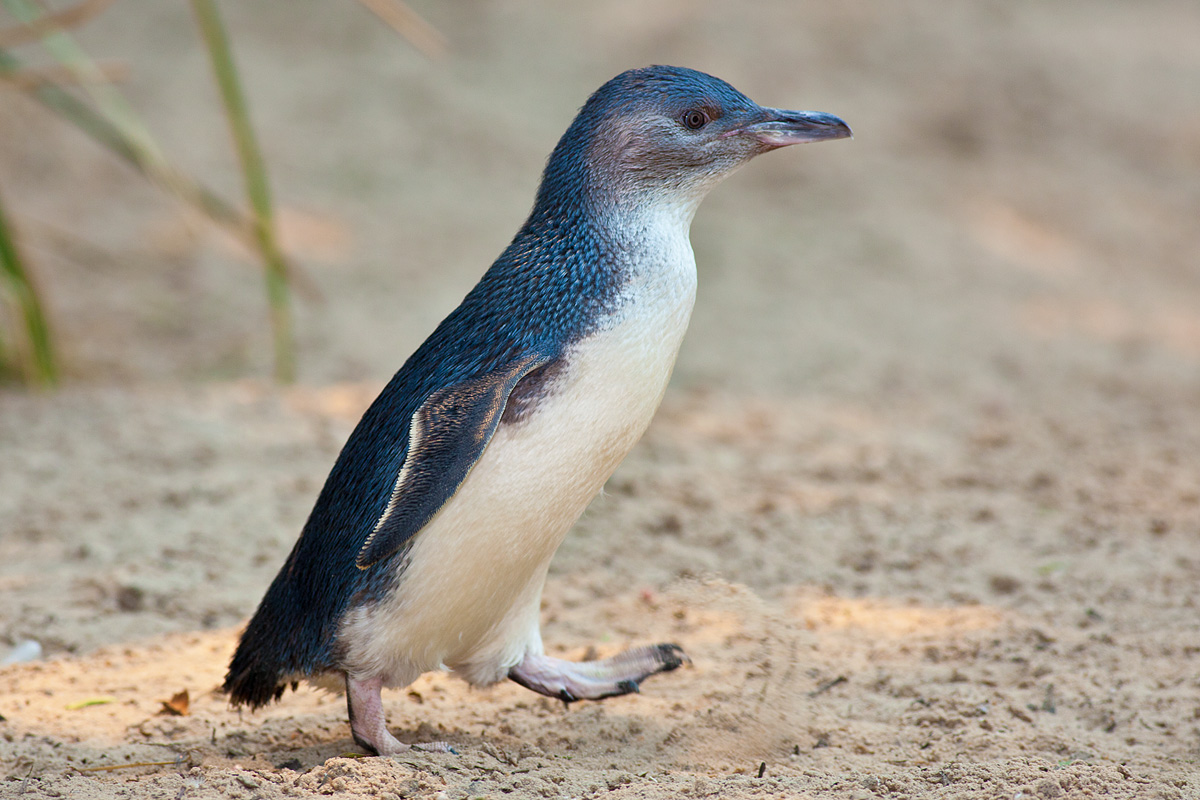
Pingwin mały

### Obszary chronione
Nadzorem nad obszarami chronionymi w Australii Zachodniej zajmuje się utworzony w 2013 roku Departament Parków i Dzikiej Przyrody (Department of Parks and Wildlife). W całym stanie znajduje się ponad 28 milionów hektarów obszarów chronionych (10,3% całkowitej powierzchni), w tym 100 parków narodowych i 13 parków morskich. Wśród najbardziej znanych parków narodowych Australii Zachodniej znajdują się m.in.: Kalbarri, Stirling Range, Yanchep, Walpole-Nornalup, Purnululu, D’Entrecasteaux, Karijini, Cape Le Grand, Nambung, John Forrest czy Karlamilyi.

## Historia

### Aborygeni

#### Aborygeni a Europejczycy

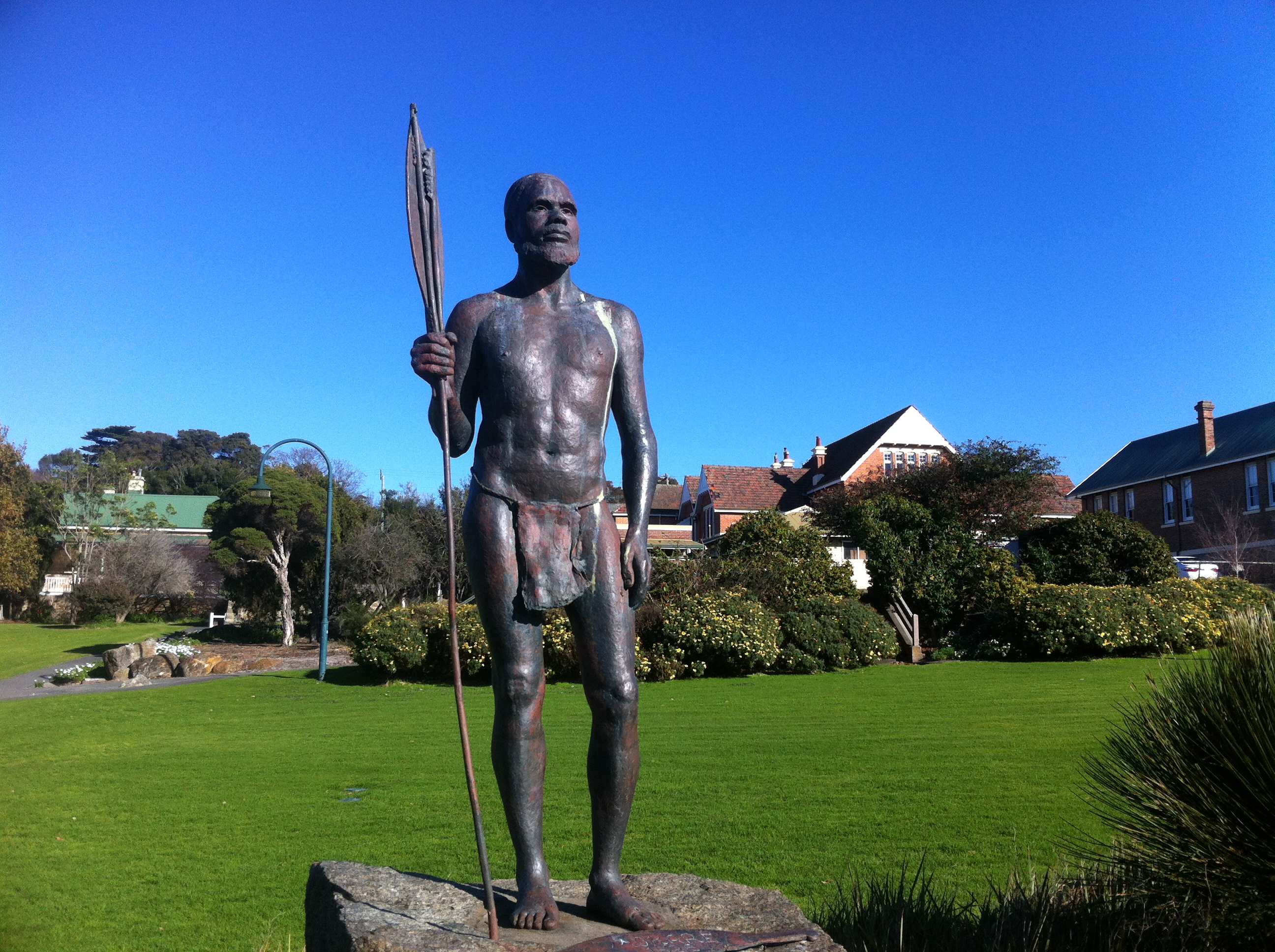
Statua przedstawiająca Mokare w Albany. Był on jednym z pierwszych Aborygenów, którzy pomagali europejskim odkrywcom na nieznanym lądzie.

Szacuje się, że Aborygeni zamieszkiwali obszar współczesnej Australii od około 50 do nawet 70 tysięcy lat temu. Podstawą ich kultury jest tradycja oralna, przez co brak jest jakichkolwiek tekstów o historii ludzi na kontynencie w czasach przed kontaktami z Europejczykami. Jedną z pierwszych wzmianek zanotował William Dampier podczas postoju w okolicach Przylądka Leveque w 1688 roku. Obserwował on miejscowe plemiona, opisując je jako „najnieszczęśliwszych ludzi na świecie”. Parę lat wcześniej grupa 68 holenderskich żeglarzy, po rozbiciu się ich statku o tutejsze wybrzeże, musiała szukać schronienia na lądzie. Jest prawdopodobne, że grupa „białych” Aborygenów to właśnie potomkowie Holendrów, którzy mogli zamieszkiwać wśród lokalnych społeczności. Wraz z przybyciem Pierwszej Floty do wybrzeży Nowej Południowej Walii na kontynencie zaczęły rozprzestrzeniać się ospa i odra, na które miejscowe ludy nie były uodpornione, co spowodowało zdziesiątkowanie lokalnych społeczności. W 1801 roku kolejny odkrywca, Matthew Flinders nawiązał stosunki handlowe z plemionami zamieszkującymi Zatokę Króla Jerzego. Miejscowi z tego regionu nazwali Europejczyków djanga oraz określali ich jako „duchy wracające z martwego kraju Kurrenup, leżącego za wielkim morzem w stronę zachodzącego słońca”. Kolejni odkrywcy również nawiązywali kontakt z tubylcami a jednym z pierwszych Aborygenów, którzy przyczynili się do rozwoju przyjaznych relacji z Europejczykami był Mokare, którego pomnik do dziś stoi w Albany.
W czasie pierwszych lat kolonizacji Australii Zachodniej, pod rządami gubernatora Jamesa Stirlinga prowadzono rabunkową eksploatację aborygeńskich ziem. W nierzadko krwawy sposób pokonywano ich opór, wywłaszczając z tradycyjnych ziem i wykorzystując jako tania siła robocza. Dopiero w 1886 roku utworzono Aboriginal Protection Board, organizację składającą się z pięciu członków i sekretarki, działającą według prawa Aboriginal Protection Act, uchwalonego w tym samym roku. Zajmowali się oni postępowaniami sądowymi, w które zaangażowani byli Aborygeni, a niskie wynagrodzenie powodowało, że byli to zazwyczaj lokalni policjanci czy sędziowie pokoju. Kolejnym krokiem do dyskryminacji tubylczej ludności było prawo o edukacji z 1893 roku, które pozwalało na sprzeciw białych rodziców wobec jakiegokolwiek ucznia pochodzenia aborygeńskiego w szkole, do której uczęszczały ich dzieci. W praktyce spowodowało to całkowite wykluczenie Aborygenów z systemu edukacji państwowej. Aboriginal Protection Board zostało rozwiązane w 1897 roku, a w jego miejsce powstał Aborigines Department. W wyniku ciągłych cięć budżetowych, w 1909 roku zlikwidowano i to ministerstwo, tworząc Departament of Aborigines and Fisheries (Departament ds. Aborygenów i Rybołówstwa).

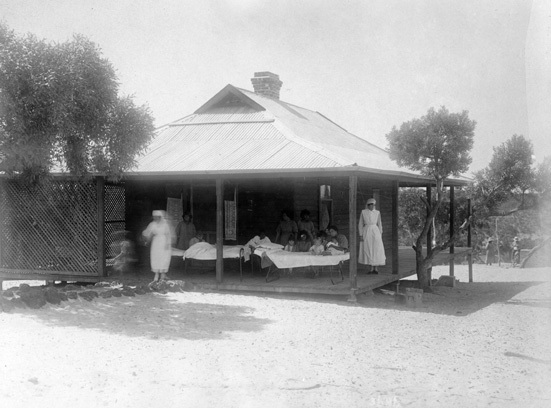
Szpital w osadzie Moore River, gdzie pomiędzy 1918 a 1974 rokiem przetrzymywano dzieci z tzw. straconego pokolenia. Część wydarzeń w głośnym filmie Polowanie na króliki działa się właśnie w tym miejscu.

Praktyka zamykania Aborygenów w „obozach koncentracyjnych” i zinstytucjonalizowania rasizmu miała doprowadzić do całkowitej eksterminacji ich rasy. Największe natężenie tych praktyk przypadło na lata 30. XX wieku. Doprowadziło to do powstania tzw. skradzionych pokoleń, czyli powszechnej praktyki odbierania dzieci tubylców od ich rodziców. Uważano, że Aborygeni mogą rodzić dzieci, ale nie są zdolni do ich wychowywania. Eksterminacyjna polityka wobec Aborygenów miała swój kres dopiero w latach siedemdziesiątych XX wieku, a wiele lokalnych kultur do tego czasu zostało całkowicie lub prawie całkowicie wyniszczonych.

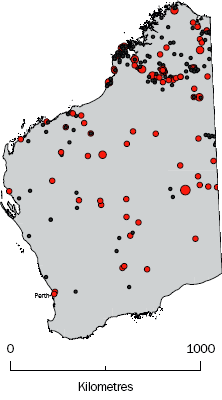
Aborygeńskie osady na terenie Australii Zachodniej według danych Australian Bureau of Statistics z 2006 roku. Duże czerwone punkty reprezentują osady z ponad 500 mieszkańców, średnie czerwone pomiędzy 200 a 499, małe czerwone pomiędzy 50 a 199 oraz czarne, najmniejsze – poniżej 50 osób.

W 1946 roku w Pilbarze doszło do strajku aborygeńskich pracowników wielkich stacji hodowlanych, którzy protestowali przeciwko łamaniom praw człowieka i bardzo niskim wynagrodzeniom. Był to pierwszy, zorganizowany zryw tej części społeczeństwa. Dopiero w 1967 roku uznano Aborygenów za pełnoprawnych Australijczyków, a w 1975 roku zrównano ich prawa z prawami innych narodów zamieszkujących kontynent. W 2015 roku na szczeblu stanowym uznano prawo własności południowo-zachodniej części stanu (w tym Perth) dla plemion ludu Noongar.
W ostatnich latach dużym problemem stało się finansowanie odległych aborygeńskich osad. W 2014 roku plany redukcji wydatków ogłosił rząd federalny, który poprzez cięcia w wydatkach dla ponad 180 miejscowości zaoszczędziłby około 45 milionów dolarów australijskich każdego roku. Podobną politykę wykazał gabinet premiera Australii Zachodniej Colina Barnetta, który wyrejestrował ponad trzysta świętych dla aborygeńskich społeczności miejsc oraz planował zamknięcie stu pięćdziesięciu osad zamieszkanych przez tubylców. W ramach protestu Aborygeni utworzyli obóz na małej wyspie na Rzece Łabędziej, w pobliżu centrum Perth, który jednak został szybko zlikwidowany przez miejscową policję.
Obecnie Aborygeni nadal zarabiają mniej w stosunku do innych mieszkańców Australii, cierpią też z powodu wyższej śmiertelności dzieci i krótszej długości życia. Obecnie sprawami dotyczącymi Aborygenów zamieszkujących tereny Australii Zachodniej zajmuje się Department of Aboriginal Affairs (Departament ds. Aborygenów), utworzony w 2013 roku, po licznych zmianach swojej nazwy i struktury.

#### Antropologia aborygeńskich kultur
Zbieranie danych odnośnie do Aborygenów nastręcza dużej liczby problemów, głównie ze względu na brak jakichkolwiek literackich dokumentów z czasów przed kolonializmem. W XIX wieku praktycznie nie prowadzono żadnych badań nad tymi kulturami, dopiero w następnym stuleciu stały się one obiektem zainteresowania naukowców. Największą kolekcję materiałów dostarczyły badania Ronalda i Catherine Berndt z Wydziału Antropologii University of Western Australia. W ostatnich latach lokalne uczelnie pracują z Aborygenami w celu zapisu ich tradycji. Prowadzone są badania archeologiczne, jak również wzrosło znaczenie tradycyjnych opowieści. Mieszkający wzdłuż wybrzeży Australii Zachodniej tubylcy wzmiankują o australijskiej megafaunie, a także o rosnącym poziomie wód morskich od końca ostatniej epoki lodowcowej.

#### Grupy aborygeńskich plemion
Najobszerniejsze informacje dotyczące pokrewieństw grup aborygeńskich plemion zebrał antropolog Norman Tindale, który w 1974 roku opublikował specjalną mapę ukazującą rozmieszczenie poszczególnych grup tubylców. Można wyróżnić następujące grupy plemion zamieszkujących Australię Zachodnią:
- Noongar – zajmowali południowo-zachodnią część stanu, od 1827 wyniszczani przez osadnictwo europejskie, obecnie są reprezentowani przez South West Aboriginal Land and Sea Council; dzielą się na pięć grup kulturowych;
- Yamatji – zamieszkiwali region rzek Murchison i Gascoyne, pierwszy kontakt z Europejczykami w latach 40. XIX wieku; reprezentowani przez Yamatji Bana Baaba Marlpa Land and Sea Council; cztery grupy kulturowe;
- Wongatha – zajmowali tereny regionu Goldfields-Esperance oraz Nizinę Nullarbor, od lat 80. XIX wieku wypierani przez Europejczyków; reprezentowani przez Goldfields Land and Sea Aboriginal Council Corporation;
- Kimberley – region Kimberley, plemiona te cechuje duże zróżnicowanie językowe, reprezentowani są przez Kimberley Land Council;
- Ngaanyatjarra – zamieszkują odległe i suche tereny Pustyń Centralnych, przez co są najmniej poszkodowaną grupą w wyniku europejskiej kolonizacji.

### Eksploracja Australii Zachodniej

#### Holenderska eksploracja

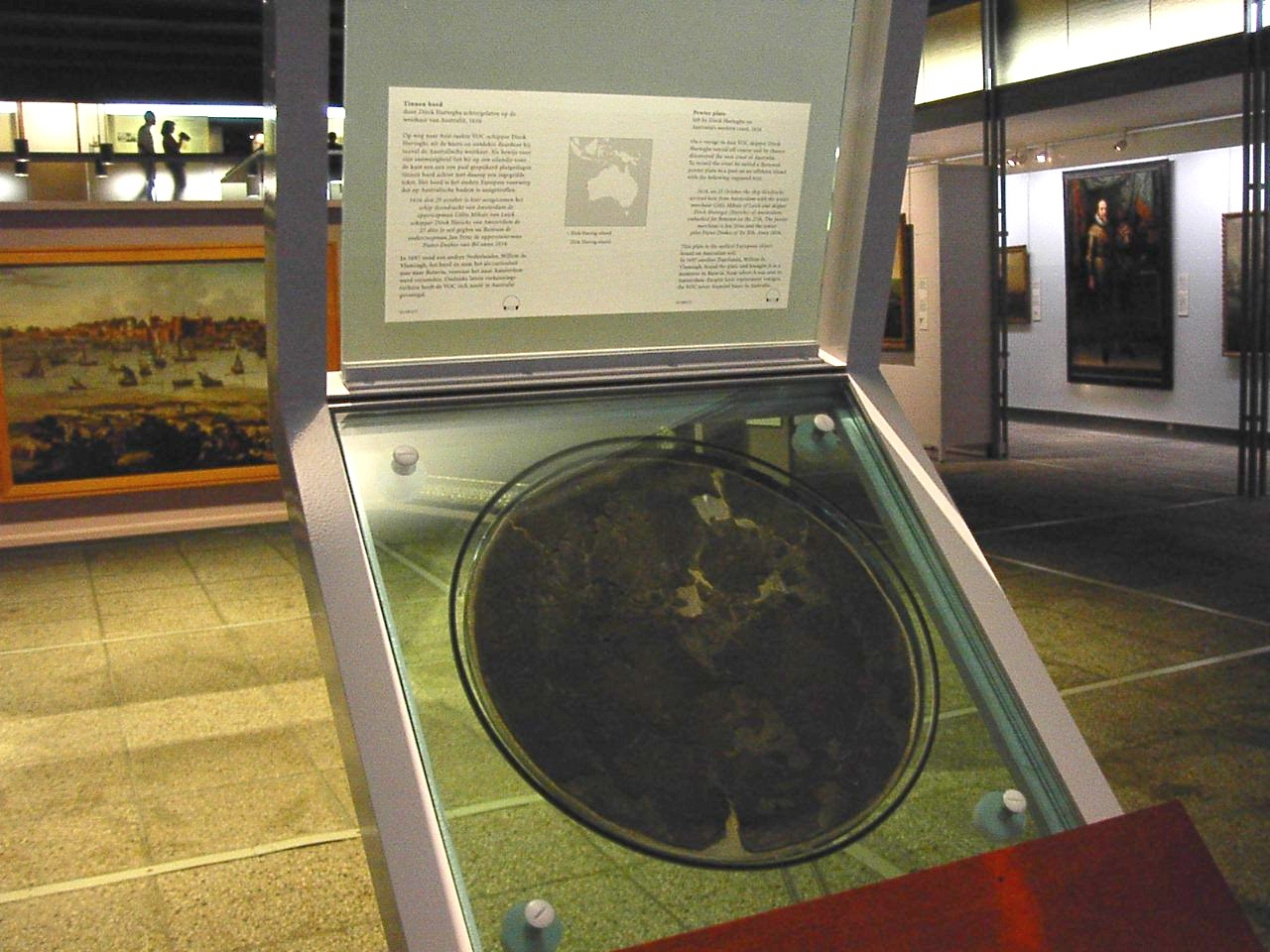
Płyta z inskrypcją pozostawioną przez Dirka Hartoga w 1616 jako eksponat w Rijksmuseum. W 1697 roku Willem de Vlamingh dołączył do niej własną inskrypcję, co powtórzył następnie Emmanuel Hamelin (w 1801 roku) i Louis de Freycinet (w 1818 roku).

Za pierwszych Europejczyków, którzy dopłynęli do wybrzeży Australii Zachodniej uważa się holenderskiego odkrywcę Dirka Hartoga oraz załogę jego statku Eendracht. 26 października 1616 roku wylądowali oni na wyspie u wybrzeży stanu, nazwanej później na cześć odkrywcy. W miejscu znanym jako Cape Inscription zostawili płytę, na której umieścili inskrypcję z datą swojego przybycia. Dwa lata później Willem Janszoon, będący kapitanem w służbie Holenderskiej Kompanii Wschodnioindyjskiej, dopłynął do Przylądka Północno-Zachodniego. W 1619 roku kolejny holenderski żeglarz, Fryderyk de Houtman płynąc do Batawii dopłynął do płycizn, znanych dzisiaj jako archipelag Houtman Abrolhos. Pierwsza brytyjska obecność na lądzie Australii Zachodniej jest datowana na rok 1622, gdy dowodzony przez Johna Brooke’a statek Tryall (będący własnością Kompanii Wschodnioindyjskiej) minął Point Cloates, a następnie, 25 maja tego roku, rozbił się na rafie Tryall Rocks. Załoga przez siedem dni koczowała na wyspie Montebello, z której dostrzegli pobliską Wyspę Barrowa. Po tym czasie odpłynęli w stronę Batawii używając szalup, a wrak ich statku jest najstarszym tego typu znaleziskiem w całej Australii.

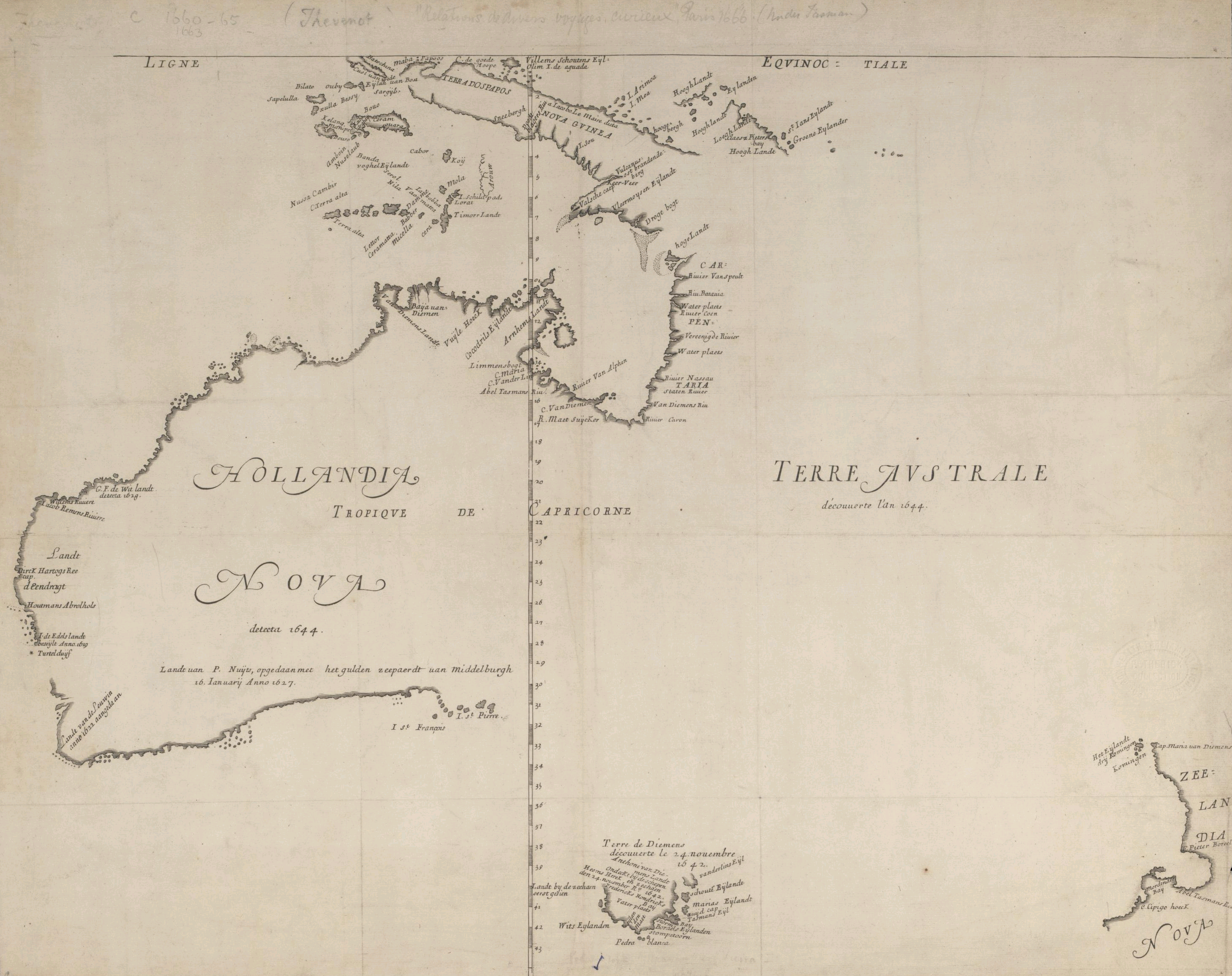
Mapa kontynentu australijskiego, stworzona w 1659 roku przez Joana Blaeu na podstawie odkryć Abela Tasmana i Willema Janszoona. Widać na niej wyraźnie zaznaczony przebieg wybrzeża Australii Zachodniej. Prawdopodobnie została użyta przez Jamesa Cooka jako pomoc w nawigacji na tutejszych wodach.

W następnych latach kolejne statki handlowe przybijały omyłkowo do wybrzeży Australii Zachodniej, zazwyczaj kierując się do Holenderskich Indii Wschodnich, próbując wykorzystać siłę silnych wiatrów w pasie ryczących czterdziestek. Widać to zwłaszcza w nazwach niektórych charakterystycznych punktów wybrzeża, jak choćby Cape Leeuwin. Przylądek ten wziął swoją nazwę od holenderskiego statku, który przybył w to miejsce w 1622 roku. Zdarzało się również, że rozbitkowie zakładali obozowiska na lądzie, czego przykładem mogą być pozostałości po takim miejscu, znalezione niedaleko wraku Zuytdorp w pobliżu dzisiejszego miasteczka Kalbarri. Jednym z najbardziej znanych odkrywców w tamtych czasach był William Dampier, który dwukrotnie (w 1688 i 1699 roku) na statku Cygnet eksplorował północno-zachodnie wybrzeża stanu, kierując się również wzdłuż lądu na południe.

#### Pierwsze próby kolonizacji
W XVIII wieku padły pierwsze propozycje kolonizacji nieznanego lądu. W 1714 roku taką inicjatywę przedstawił żeglarz w służbie Holenderskiej Kompanii Wschodnioindyjskiej Jean Pierre Purry, proponując zasiedlenie Nuyts Land, jak nazywano wtedy ten region. 30 marca 1772 roku Louis Aleno de St Aloüarn proklamował przyłączenie Wyspy Hartoga do francuskiego imperium kolonialnego. Kilkanaście lat później, w 1786 roku szwedzki król Gustaw III podpisał kontrakt z Williamem Boltsem mającym na celu założenie kolonii w pobliżu Rzeki Łabędziej. W wyniku wojny z Rosją, która wybuchła dwa lata później plany te nie zostały zrealizowane.
W 1791 roku George Vancouver ogłosił włączenie Australii Zachodniej do Imperium brytyjskiego w Zatoce Króla Jerzego w okolicach dzisiejszego Albany, co otworzyło drogę do powstania nowej kolonii. W następujących latach kolejni odkrywcy nanosili na mapy coraz większe fragmenty wybrzeża. Byli to m.in. Francuzi Antoine Bruni d’Entrecasteaux, Nicolas Baudin, Emmanuel Hamelin, Louis de Freycinet czy Jules Dumont d’Urville, a także Brytyjczycy: Matthew Flinders (w 1803 roku jako pierwszy opłynął całe wybrzeże kontynentu) i James Stirling, który został pierwszym gubernatorem nowej kolonii.

### Kolonizacja
Ogłoszenie przez George’a Vancouvera w 1791 panowania brytyjskiego na tych terenach otworzyło drogę do uformowania się nowej kolonii. Brytyjczycy obawiali się francuskiego osadnictwa na zachodzie kontynentu, dlatego w 1826 roku gubernator kolonii Nowa Południowa Walia Ralph Darling zadecydował o utworzeniu osady w Zatoce Króla Jerzego. W tym celu major Edmund Lockyer został mianowany dowódcą osiemnastu żołnierzy, do których dołączyli: kapitan, lekarz, sklepikarz oraz dwudziestu trzech skazańców. 9 listopada wyruszyli na brygu Amity, zawierającym na swoim pokładzie również różnorodne nasiona, sadzonki i zwierzęta, które miały pomóc przetrwać w pierwszych latach tworzenia osady. Okręt dotarł do zatoki 25 grudnia, natomiast na następny dzień Lockyer zszedł na ląd i zarządził rozejrzenie się po okolicy. W ceremonii zorganizowanej nad brzegami zatoki 21 stycznia 1827 roku major formalnie potwierdził brytyjską protekcję.

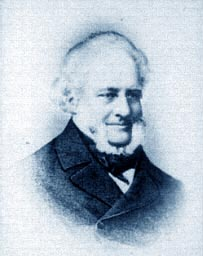
James Stirling, pierwszy gubernator Kolonii Rzeki Łabędziej.

25 kwietnia 1829 roku kapitan Charles Fremantle, na statku Challenger wpłynął do Rzeki Łabędziej i zakotwiczył u wybrzeży Garden Island po czym 2 maja tegoż roku proklamował powstanie Kolonii Rzeki Łabędziej, wchodzącej w skład Imperium brytyjskiego. W marcu 1831 osada Lockyera została przyłączona do nowej kolonii, natomiast 1 stycznia następnego roku jej pierwszy gubernator, James Stirling zarządził nadanie osadzie w Zatoce Króla Jerzego nazwę Albany.
Do roku 1859 wszystkie pozostałe kolonie na kontynencie australijskim posiadały już własne parlamenty. Również i w Kolonii Rzeki Łabędziej rosło przekonanie o potrzebie niezależności administracyjnej. Przeciwnego zdania było brytyjskie Biuro Kolonialne, wskazując na powolny rozwój i obecność więźniów. Petycje w sprawie utworzenia Rady Legislacyjnej były przedstawiane w Londynie dwukrotnie – w 1865 i 1869 roku. W 1870 pozwolono na utworzenie wybieranej w wyborach powszechnych Rady, z prawem veta uchwalanych ustaw przez gubernatora. Głównymi ośrodkami kolonii były w tym czasie: stolica Perth i położone 30 km na południowy zachód, przy ujściu Rzeki Łabędziej Fremantle.
Problemem kolonii szybko stał się brak ziem nadających się pod uprawę, dlatego od początku jej istnienia oczywistym była dalsze ekspansja, poza obręb Rzeki Łabędziej. W niedługim czasie hodowla owiec stała się głównym źródłem dochodu osadników. Kolejne osady powstawały w różnych częściach dzisiejszej Australii Zachodniej (np. Bunbury w 1829 czy Augusta rok później). W roku 1830 osadnicy przekroczyli Darling Range na wschód od Perth i wkroczyli do doliny rzeki Avon. Osada York została założona w 1831 roku i szybko stała się centrum całego regionu.
W 1832 roku odbyło się pierwsze zgromadzenie Rady Ustawodawczej Australii Zachodniej, powołanej przez Stirlinga i składającej się z czterech jego pomocników. Miejscem zgromadzenia było Perth, które w tym samym roku oficjalnie uzyskało taką nazwę. W latach 1837–1839 wyprawy George’a Greya pozwoliły na lepsze poznanie wybrzeży północno-zachodnich oraz regionu rzek Gascoyne i Murchison. Kolejne odkrycia pozwoliły na osadnictwo europejskie na coraz większym obszarze: w 1841 roku Edward John Eyre dotarł do Albany drogą lądową przez nizinę Nullarbor, w 1851 roku badania Augustusa Gregory’ego przyczyniły się do rozpoczęcia osadnictwa w okolicach dzisiejszego Geraldton, natomiast dziesięć lat później Francis Thomas Gregory zbadał znaczne obszary Pilbary. Pomimo tych odkryć kolonia rozwijała się wolno: w 1843 roku spis powszechny wykazał 2.304 osadników, a w 1850 roku populacja wzrosła do zaledwie 3576 osób. W wyniku problemów ekonomicznych w 1850 roku zezwolono na transport więźniów do Kolonii Rzeki Łabędziej. Do 1868 roku 9.720 skazańców przysłano do kolonii na 43 statkach.

### Rozwój kolonii
W drugiej połowie XIX wieku, w dużej mierze dzięki regularnym transportom więźniów do kolonii, Australia Zachodnia zaczęła się szybko rozwijać. Podstawą gospodarki stała się produkcja wełny i pszenicy, prowadzone na wielkoobszarowych farmach. Napływ osadników napędzał odkrywanie coraz to nowych obszarów, które mogłyby nadawać się pod uprawę czy hodowlę.
W latach sześćdziesiątych tego wieku nastąpił rozwój osadnictwa w regionie Pilbara. Początkowo osadnicy ograniczali się do rzek Harding i De Grey, natomiast w 1867 roku założono pierwszą stałą osadę – Roebourne. W tym regionie zaczęto również na szeroką skalę produkcję masy perłowej, którego głównym ośrodkiem stało się miasteczko Cossack (dziś opuszczone). W przeciwieństwie do południowo-zachodniej części stanu w Pilbarze główną siłę roboczą stanowili Aborygeni, którzy pracowali w bardzo ciężkich warunkach za minimalne wynagrodzenie.

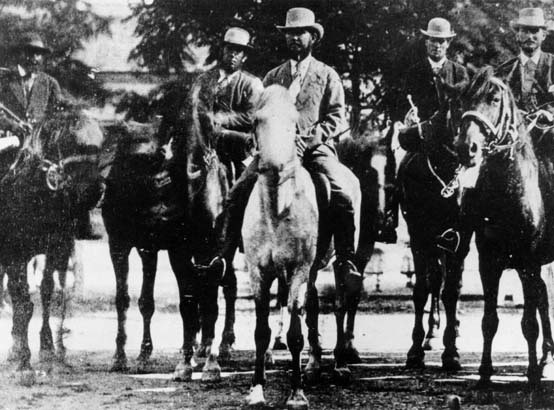
John Forrest opuszczający Perth na czele wyprawy badawczej w 1874 roku

Lata siedemdziesiąte charakteryzowały się kolejnymi wyprawami badawczymi i odkryciami. Przysłużył się ku temu szczególnie późniejszy pierwszy premier Australii Zachodniej, John Forrest. Wyruszył on dwukrotnie: w 1870 roku według trasy wyznaczonej przez Eyre’go (wzdłuż której poprowadzono telegraf z Perth do Adelaide) oraz w 1874 roku, badając dorzecze rzeki Murchison, a następnie kierując się na wschód, przez pustynne obszary Australii Środkowej. Jego śladem podążyli kolejni odkrywcy: w 1872 Peter Egerton wyruszył z Alice Springs i wyznaczył trasę do zachodnich wybrzeży kontynentu, natomiast Ernest Giles dwukrotnie przeszedł Pustynię Gibsona (w 1872 i 1876).

#### Gorączka złota
Gospodarka kolonii, której podstawą była produkcja zbóż, mięsa i wełny, nabrała rozpędu po 1885 roku gdy poszukiwacz Charles Hall wydobył ważącą 870 gramów bryłkę złota. Miejsce to zostało nazwane na jego cześć Halls Creek, a w niedługim czasie kolejne doniesienia (z Marble Bar, Southern Cross i Yalgoo) spowodowały masowy napływ osadników. Kolejne miasteczka powstawały w szybkim tempie, kusząc przybyszów możliwością szybkiego bogactwa. W tym czasie założono m.in.: Norseman, Cue, Coolgardie, Kalgoorlie, Gwalia czy Wiluna.
Wzrastająca liczba mieszkańców kolonii oraz jej coraz większe znaczenie ekonomiczne, zdobyte dzięki bogatym złożom złota zostały wskazane przez ówczesnego gubernatora Fredericka Broome’a jako główne powody do ustanowienia Australii Zachodniej jako kolonii z własnym rządem, niezależnym od decyzji z Sydney. List z 1887 roku, wysłany do rozpatrzenia przez londyńskich polityków zawierał nową konstytucję, ustanawiającą odpowiedzialność parlamentarną. Trzy lata później Parlament Zjednoczonego Królestwa zezwolił na samostanowienie kolonii we wszystkich kwestiach oprócz obrony, polityki zagranicznej i spraw Aborygenów. Pierwszym premierem Australii Zachodniej został John Forrest.

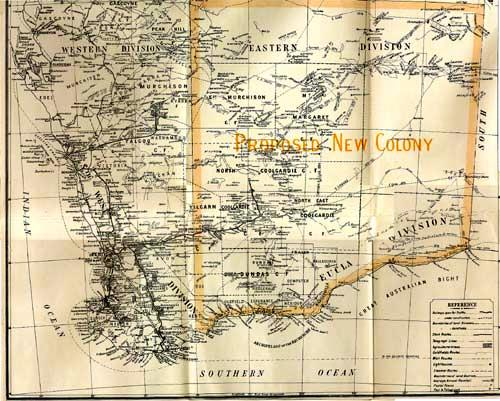
Propozycja Aurelii, nowej kolonii ze stolicą w Kalgoorlie. Głównymi przesłankami do powstania Aurelii było brak połączenia z Perth i napływ imigrantów na te tereny z kolonii na wschodnim wybrzeżu kontynentu, którzy byli pozytywnie nastawieni do federacji. Przeciwnego zdania był rząd w Perth, który wspierał wielkie koncerny górnicze niż prywatnych poszukiwaczy.

Napływ osadników z pozostałych australijskich kolonii, a także spoza kontynentu doprowadził do powstania związków zawodowych. The Trades and Labor Council został założony w Perth w 1891 roku, natomiast w 1912 roku otwarto Perth Trades Hall, w którym do dziś związki zrzeszające pracowników mają swoje biura. W 1896 roku David Carnegie wyruszył z Coolgardie w kierunku północnym do Halls Creek, wyznaczając trasę przez pustynie: Gibsona oraz Wielką Piaszczystą. Pod koniec XIX wieku, gdy jedna trzecia ludności kolonii mieszkała w regionie Goldfields pojawiły się głosy by utworzyć nową kolonię, Auralię. Propozycja nie została jednak zaakceptowana przez rząd w Perth.
W 1889 roku otwarto linię kolejową Great Southern, łączącą Perth z Albany przez miasteczko Beverley. W 1896 roku stolicę połączono również z Coolgardie. Rozbudowa transportu szynowego przyczyniła się do dalszego rozwoju kolonii, a przede wszystkim do zwiększenia produkcji zbóż. W 1895 roku otwarto Kings Park w Perth a dwa lata później port we Fremantle, pozostający po dziś dzień głównym portem morskim Australii Zachodniej.

### Federacja

#### Pierwsza połowa XX wieku

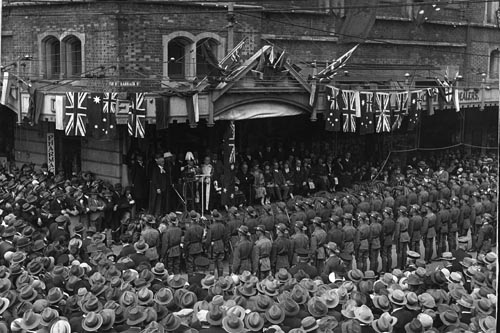
12 sierpnia 1929 roku Australia Zachodnia obchodziła swoje stulecie. Na zdjęciu gubernator William Campion podczas uroczystości w Perth.

Australia Zachodnia dołączyła wraz z pozostałymi pięcioma brytyjskimi koloniami na kontynencie do Związku Australijskiego poprzez proklamację królowej Wiktorii, ogłoszoną 1 stycznia 1901 roku. Początkowo rząd kolonii był sceptyczny połączeniu w państwo federacyjne, jednak po obietnicy wybudowania Transaustralijskiej Linii Kolejowej, łączącej wschodnie i zachodnie wybrzeża kontynentu, przystąpiła do Związku. Transkontynentalna linia kolejowa została oficjalnie otwarta w 1917 roku.
Nowy stan Australia Zachodnia ponownie stał się ekonomicznie zależny od cen wełny i zbóż już na początku nowego stulecia, po wyczerpaniu się większości złóż złota. W 1911 roku powstała pierwsza uczelnia wyższa – University of Western Australia (pierwsze wykłady odbyły się tu jednak dopiero w 1913 roku). W 1920 roku parlament stanowy zezwolił na kandydowanie kobiet do Zgromadzenia Ustawodawczego Australii Zachodniej. Edith Cowan była pierwszą kobietą, która została wybrana na członka parlamentu, nie tylko w samej Australii Zachodniej, ale również w całej Australii. Dziesięć lat później, w 1930 roku połączono linią telefoniczną Perth z Adelajdą, umożliwiając również komunikację z innymi miastami na wschodnim wybrzeżu.

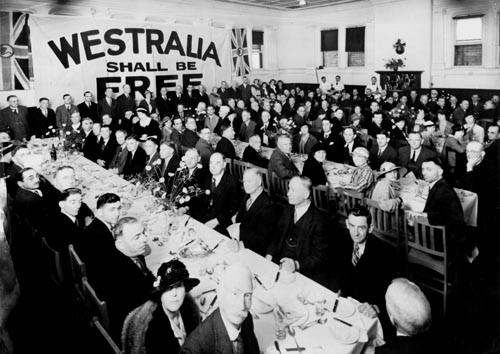
Spotkanie secesjonistów w 1933 roku

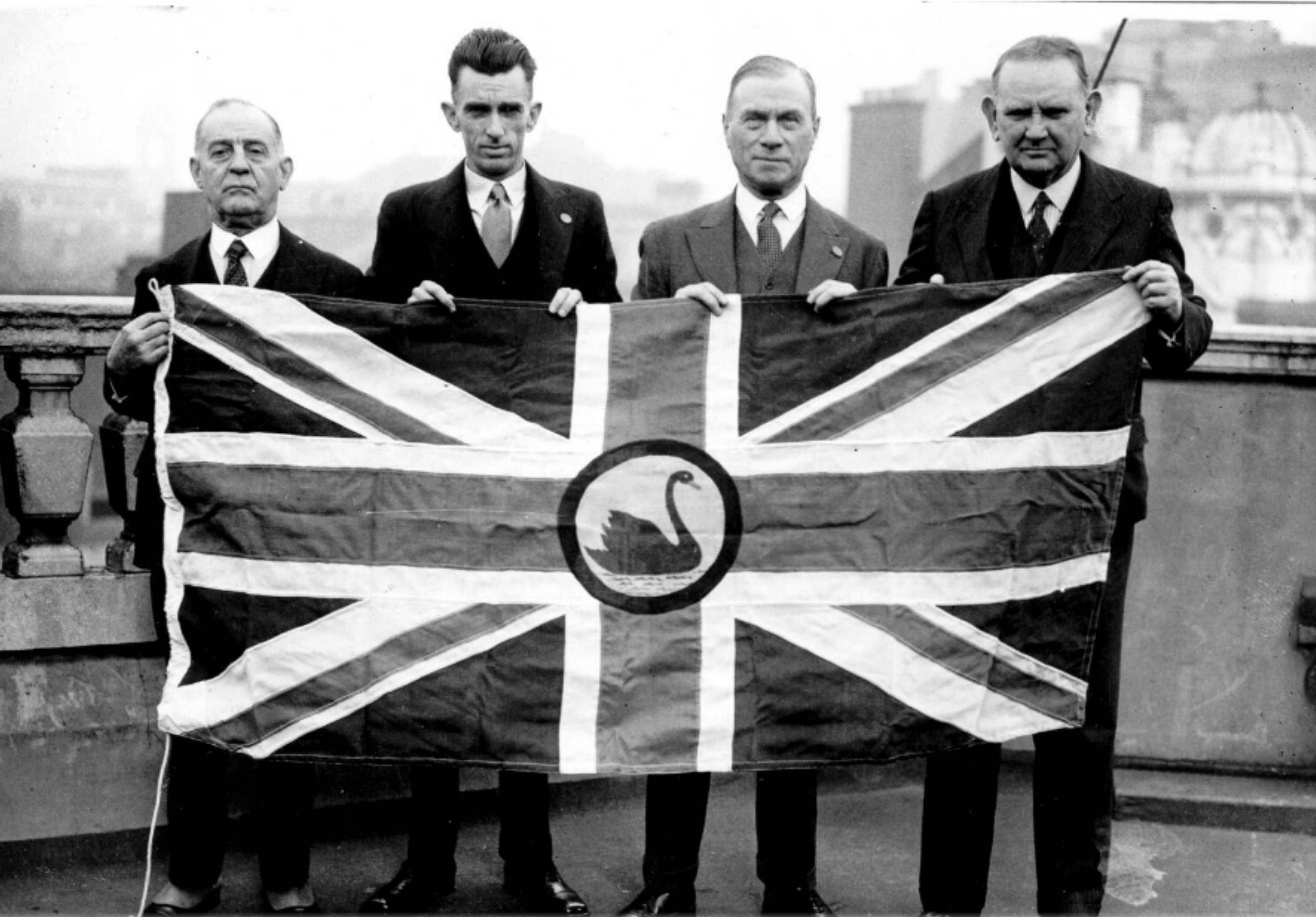
Członkowie delegacji wysłanej do Londynu przez Philipa Colliera w celu odłączenia się Australii Zachodniej od Związku Australijskiego. Widoczna flaga Westralii, nowego państwa które miało pozostawać pod rządami brytyjskimi jako dominium.

Secesjonizm Australii Zachodniej objawił się już pod koniec XIX wieku, gdy politycy w Perth byli sceptycznie nastawieni do wejścia w skład Związku Australijskiego. Od 1907 w lokalnym tygodniku The Sunday Times zaczęły się regularnie ukazywać artykuły secesjonistyczne. Jej właściciel, James MacCallum Smith założył w 1926 roku Ligę Secesyjną, która lobbowała za uniezależnieniem od rządu w Canberze. Liga Federalna Australii Zachodniej została powołana aby propagować zalety federacji, a wśród jej członków znaleźli się między innymi: Joseph Lyons (premier Australii w latach 1932–1939), George Pearce (wpływowy polityk, członek Australijskiej Partii Pracy) czy Billy Hughes (premier Australii w latach 1915–1923). Liga Federalna odwiedzała lokalne ośrodki miejskie, gdzie zachęcała do federacji, jednak często spotykała się z chłodnym przyjęciem ze strony miejscowych. Rosnące niezadowolenie społeczne, potęgowane przez kryzys gospodarczy, doprowadziło do rozpisania referendum przez stanowy rząd Jamesa Mitchella, które zbiegło się z wyborami do stanowego parlamentu. Nacjonalistyczna Partia Australii, której członkiem był Mitchell nawoływała do wystąpienia ze Związku, podczas gdy Partia Pracy była temu przeciwna. Referendum zostało przeprowadzone 8 kwietnia 1933 roku – 68% głosów popierało secesję, jednocześnie jednak nacjonaliści przegrali wybory do stanowego parlamentu. Nowy premier Australii Zachodniej, Philip Collier wysłał do Londynu delegację, która miała przedstawić wyniki referendum i nakłonić rząd brytyjski do rozpatrzenia członkostwa Australii Zachodniej w ramach Związku Australijskiego. Specjalna komisja, powołana przez Izbę Gmin, po trwających 18 miesięcy dyskusjach zdecydowała, że nie może uznać secesji stanu za legalną. W następnych latach, w wyniku niepowodzenia w negocjacjach i poprawiającej się sytuacji gospodarczej, Liga Secesyjna traciła stopniowo poparcie, a w 1938 roku została ostatecznie zlikwidowana.
W czasie II wojny światowej trzy wydarzenia bezpośrednio dotknęły Australię Zachodnią. 19 listopada 1941 roku u wybrzeży stanu, niedaleko miejscowości Carnarvon, rozegrała się bitwa morska pomiędzy HMAS Sydney a niemieckim okrętem HSK Kormoran. W wyniku potyczki obydwa statki zatonęły, a załoga z HMAS Sydney nie została nigdy odnaleziona. Niemieccy marynarze dotarli do wybrzeża, skąd w większości trafili do jednego z australijskich obozów jenieckich. 3 marca 1942 roku japońskie lotnictwo zbombardowało Broome, w wyniku czego zginęło osiemdziesiąt osiem osób. W okolicznych miejscowościach (Wyndham, Derby, Port Hedland i Kalumburu) również odnotowano ofiary japońskiego ataku. Pomiędzy 1942 a 1945 rokiem Japończycy okupowali również Wyspę Bożego Narodzenia, która od 1958 roku stanowi australijskie terytorium zależne.

#### Australia Zachodnia po drugiej wojnie światowej
3 października 1952 roku, pierwszy raz na australijskiej ziemi przeprowadzono testowy wybuch bomby atomowej. Próbę przeprowadzono na Wyspach Montebello, w ramach Operacji Huragan. Była to pierwsza brytyjska próba jądrowa, która odbyła się na fregacie HMS Plym. W 1961 roku pożar buszu dotknął miasteczka Dwellingup i Pemberton, nie powodując ofiar śmiertelnych, lecz pozostawiając około osiemset osób bez dachu nad głową. Wydarzenie to jest uznawane za najgorszy pożar buszu w historii Australii Zachodniej. W tym samym roku zniesiono zakaz wywożenia żelaza, co spowodowało boom w wydobyciu rud niklu w okolicach Kalgoorlie i rud żelaza w Pilbarze.
Dopiero w 1970 roku pierwszy pociąg Indian Pacific, który wyruszył z Sydney, dotarł do Perth. Pomimo otwarcia linii w 1917 roku we wcześniejszych latach pasażerowie byli zmuszeni do przesiadek w trakcie podróży, co było wynikiem różnego rozstawu torów kolejowych. W 1979 oczy całego świata były zwrócone na Australię Zachodnią gdy szczątki stacji kosmicznej Skylab spadły na tereny wokół miasteczek Esperance i Rawlinna. Z powodu słabego zaludnienia tego terenu nie było ofiar. W tym samym roku obchodzono również 150 lat istnienia Australii Zachodniej.
W 1983 roku doszło do afery finansowej w który zamieszany był ówczesny premier stanu Brian Burke. Rząd Australii Zachodniej zaangażował się w liczne projekty gospodarcze ze znanymi przedsiębiorcami, co doprowadziło do utraty minimum 600 milionów dolarów australijskich z funduszy publicznych. Wiele przedsiębiorstw biorących udział w tym procederze zbankrutowało, przeprowadzono również specjalne śledztwo mające wyjaśnić tę sprawę (utworzono tzw. Royal Commission). B.Burke zrezygnował w 1988 roku, a w 1991 roku został skazany na dwa lata więzienia (wyszedł po siedmiu miesiącach w wyniku zwolnienia warunkowego).
W 1993 roku ukończono budowę linii kolejowej z Perth do Joondalup, a w 2007 z Perth do Mandurah. Dzięki tym rozszerzeniom istniejącej sieci kolejowej poprawia się jakość transportu publicznego w ramach Regionu Metropolitarnego Perth.

## Ludność
Pierwszymi mieszkańcami terenów, które później zostały nazwane Australią Zachodnią były plemiona Aborygenów. Pierwsi biali ludzie osiedlili się w Australii Zachodniej w 1826 w Albany. Przed II wojną światową większość osadników stanowiły osoby, które przyjechały z Wielkiej Brytanii, po zakończeniu wojny do Australii Zachodniej wyemigrowało dużo osób z Jugosławii i Grecji. W latach siedemdziesiątych, po zniesieniu polityki „białej Australii” do Perth przybyła nowa fala uchodźców, tym razem z Azji, głównie z Wietnamu. Obecnie ludność Perth to typowa dla Australii wielokulturowa mieszanka, około 12% mieszkańców urodziło się w Wielkiej Brytanii, a ponad 5% to osoby urodzone w Azji. W ostatnich latach Australia Zachodnia cieszy się największym przypływem nowych emigrantów ze wszystkich stanów Australii.

## Gospodarka
Gospodarka Australii Zachodniej opiera się głównie na eksporcie surowców naturalnych takich jak ruda żelaza, niklu, złoto i gaz. Australia Zachodnia jest jednym z największych na świecie producentów aluminium (około 20% produkcji światowej).
Ważną częścią ekonomii jest także eksport produktów rolnych oraz owiec. W ostatnich latach zaczął się coraz bardziej rozwijać przemysł turystyczny, większość turystów pochodzi z Wielkiej Brytanii, Irlandii, Singapuru, Japonii i Malezji.

## Ustrój polityczny
Australia Zachodnia przyłączyła się do Federacji Australijskiej w 1901. W referendum w 1933 68% ludności głosowało za odłączeniem się od Australii i za powrotem do imperium brytyjskiego. Rząd stanowy wysłał nawet delegację w tej sprawie do parlamentu Wielkiej Brytanii, jednak rząd angielski odmówił jakiejkolwiek interwencji w wewnętrzne sprawy Australii i status Australii Zachodniej nie uległ zmianie.
Król Australii reprezentowany jest w Australii Zachodniej w osobie gubernatora stanowego, którego pozycja jest głównie ceremonialna. Rezydencja gubernatora znajduje się w samym centrum Perth i otoczona jest pięknymi ogrodami.

## Media
W Australii Zachodniej ukazuje się tylko jedna, niezależna miejscowa gazeta – dziennik „The West Australian” i jeden tygodnik, wychodząca w niedzielę „The Sunday Times”. Na terenie Perth dostępne jest sześć kanałów telewizyjnych, a bardziej oddalone, „wiejskie” regiony obsługiwane są przez cztery sieci telewizyjne.